# Danh sách hãng hàng không
Đây là danh sách các hãng hàng không đang hoạt động (theo các châu lục và các nước).

## Châu Á

### Singapore
Hãng hàng không quốc gia
- Singapore Airlines

Các hãng khác
- Jetstar Asia Airways (chi nhánh của Jetstar Airways)
- Orange Star
- SilkAir
- Scoot
- Tiger Airways
- Valuair

Vận chuyển hàng hóa
- Singapore Airlines Cargo

### Indonesia
Hãng hàng không quốc gia
- Garuda Indonesia

Các hãng khác
- Adam Air
- Airfast Indonesia
- Airmark Indonesia
- Air Regional
- Auvia Air
- Awan Airlines
- Batavia Air
- Citilink
- Deraya Air Taxi
- Dirgantara Air Service
- GT Air
- Indonesia AirAsia
- Indonesia Air Transport
- Kalimantan Air Service
- Kartika Airlines
- Lion Air
- Linus Airlines
- Lorena Airlines
- PT Lion Mentari Airlines
- Mandala Airlines
- Manunggal Air Services
- Merpati Nusantara Airlines
- Nurman Avia
- Papua Indonesia Air System
- Pelita Air Service
- Post Ekspres Prima
- Republic Express Airlines
- Riau Airlines
- Sabang Merauke Raya Air Charter
- Sempati Air Transport
- Sriwijaya Air
- Transwisata Prima Aviation
- Travira Air
- Trigana Air Service
- Tri-MG Intra Asia Airlines
- Wings Air
- Xpress Air

### Philippines

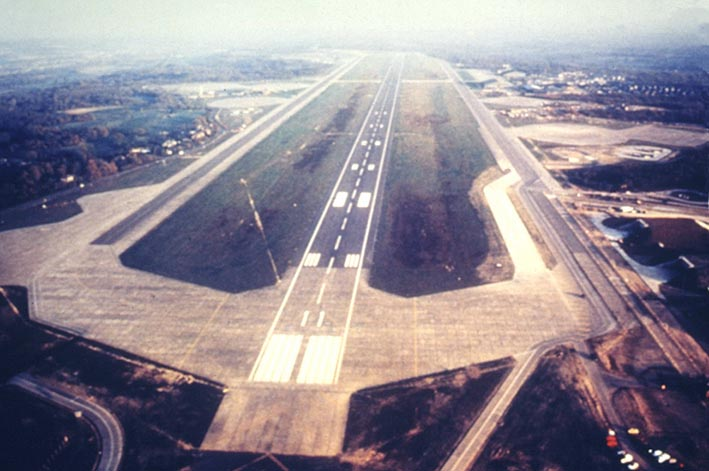
Một máy bay Boeing 737 của Philippine Airlines tại Sân bay Legazpi (Bicol, Philippines)

Hãng hàng không quốc gia
- Philippine Airlines

Các hãng khác
- Aboitiz Air
- Air Link International Airways
- Air Philippines
- Asian Spirit
- Asia Overnight Express
- A Soriano Aviation
- Cebu Pacific
- Corporate Air
- Interisland Airlines
- Pacificair
- Pacific East Asia Cargo Airlines
- South East Asian Airlines
- South Phoenix Airways
- Subic Air
- Subic Seaplane
- Tair Airways

### Việt Nam

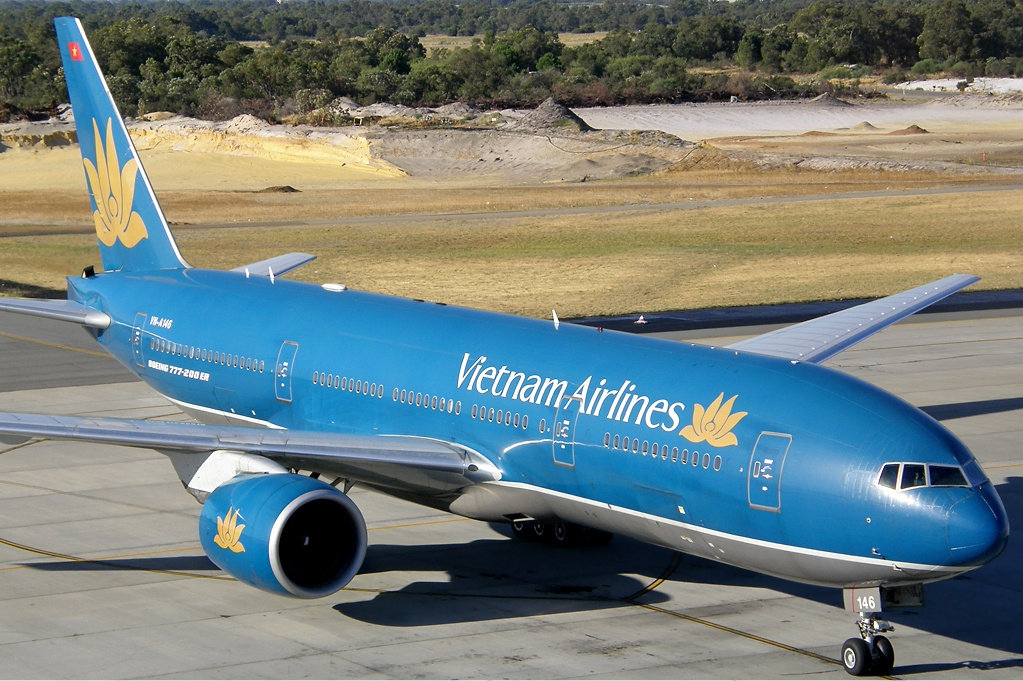
Vietnam Airlines Boeing 777-200ER ở Sân bay Quốc tế Perth (Australia)

Hãng hàng không quốc gia
- Vietnam Airlines

Các hãng khác
- Pacific Airlines
- VASCO
- VietJetAir
- Vietstar Airlines
- Bamboo Airways
- Vietravel Airlines
- Công ty Cổ phần Hàng không Hải Âu
- Vietnam Helicopter
- Sun Air
- Bluesky Airways

Các hãng đã ngưng hoạt động
- Air Mekong
- Indochina Airlines
- Air Vietnam
- Trãi Thiên Air Cargo
- BlueSky Air
- Vinpearl Air
- Công Ty tiếp phẩm Sài Gòn Cosara

Hãng hàng không không chính thức
- Air Freedom
- KiteAir

### Thái Lan

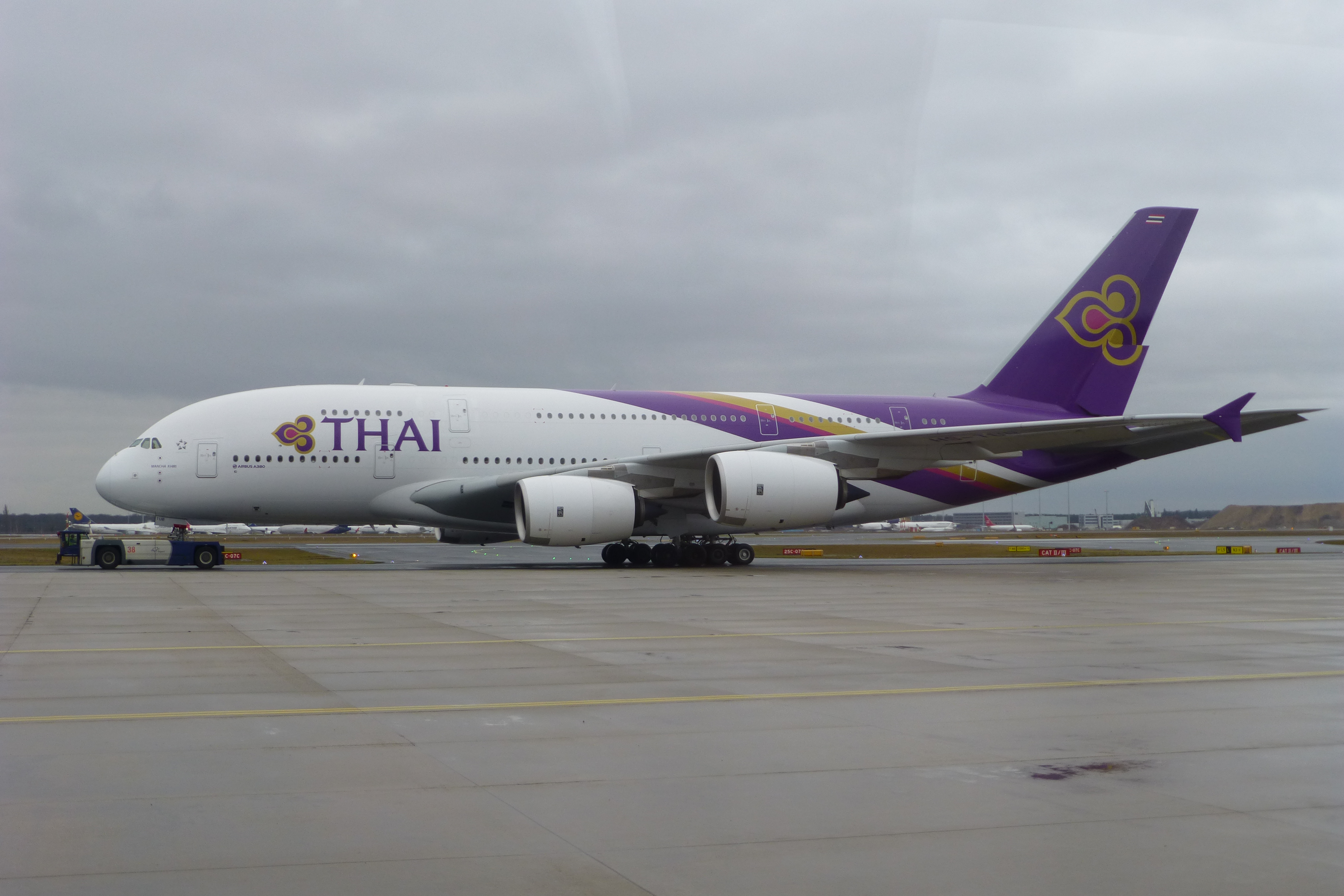
Một chiếc A380-800 của Thai Airways tại sân bay London

Hãng hàng không quốc gia
- Thai Airways

Các hãng khác
- Air People International
- Angel Airlines
- Bangkok Airways
- Nok Air
- One-Two-GO
- Orient Thai Airlines
- PB Air
- SGA Airlines
- Sky Eyes
- Skystar Airlines
- Thai AirAsia
- Thai Air Cargo
- Thai Airways International
- Thai Sky Airlines
- Thai Vietjet Air

### Brunei
Hãng hàng không quốc gia
- Royal Brunei

### Campuchia
Hãng hàng không quốc gia
- Cambodia Angkor Air

Các hãng khác
- Air Cambodia
- Angkor Airlines
- Cambodia Airlines
- Kampuchea Airlines
- President Airlines
- PMTair
- Royal Khmer Airlines
- Royal Phnom Penh Airways
- Siem Reap Air
- Air Dream

### Lào
Hãng hàng không quốc gia
- Lao Airlines

Các hãng khác
- Lao Air

### Malaysia

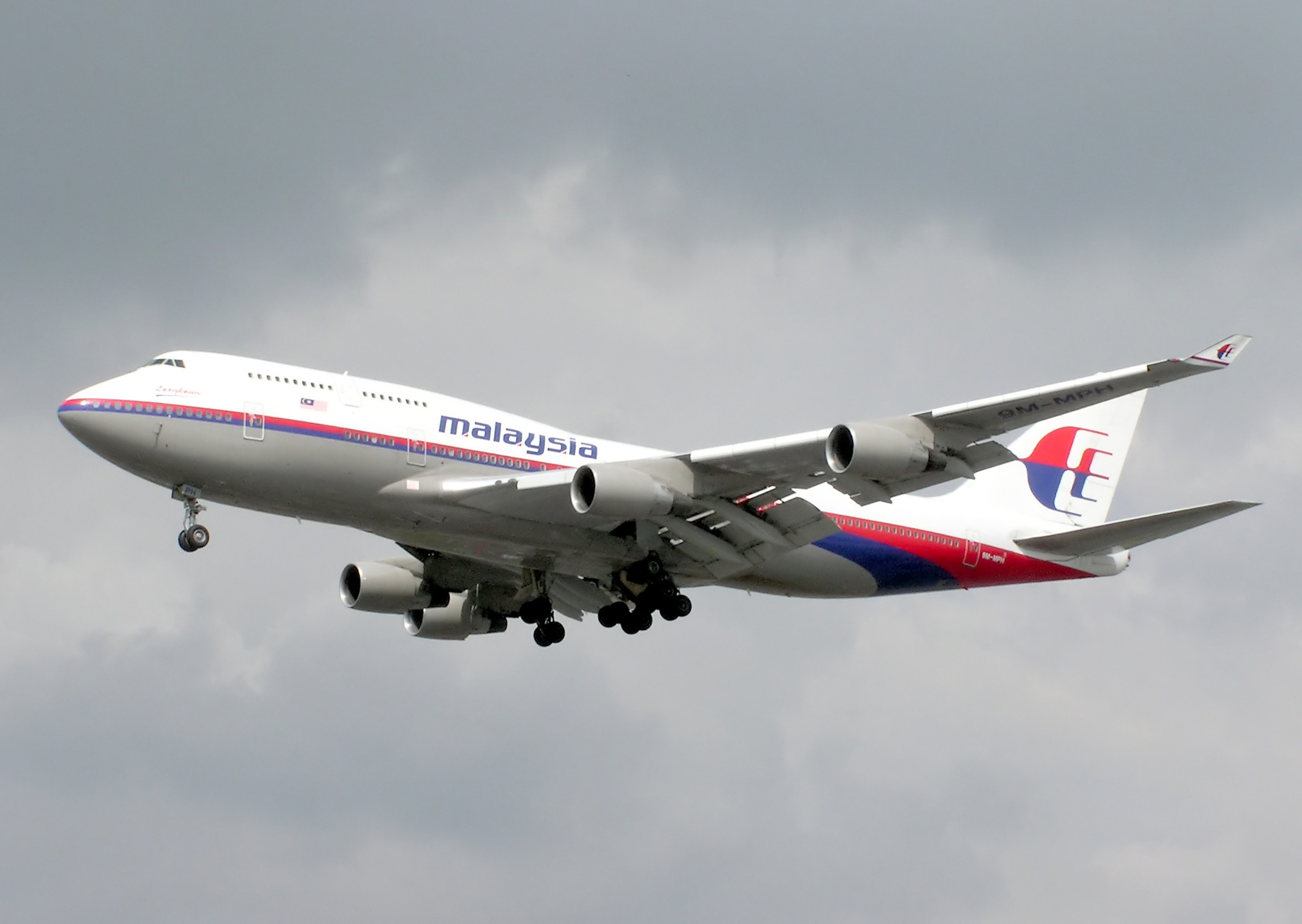
Malaysia Airlines Boeing 747

Hãng hàng không quốc gia
- Malaysia Airlines

Các hãng khác
- AirAsia
- Air Asia X
- AJ Air
- Athena Air Services
- Berjaya Air
- Firefly
- FlyAsianXpress
- Hornbill Skyways
- Ked-Air
- Layang Layang Aerospace
- Malaysia Airlines Cargo
- Sabah Air
- Transmile Air Services

### Myanmar
Hãng hàng không quốc gia
- Air Myanmar
- Myanmar Airways International

Các hãng khác
- Air Bagan
- Air Mandalay
- Yangon Airways

### Đông Timor
Hãng hàng không quốc gia
- East Timor Air

### Trung Quốc
Hãng hàng không quốc gia
- Air China

Các hãng khác
- Air China Cargo
- Chang'an Airlines
- China Cargo Airlines
- China Eastern Airlines
- China Flying Dragon Aviation
- China Postal Airlines
- China Southern Airlines
- China United Airlines
- China Xinhua Airlines
- Deer Jet
- East Pacific Airlines
- East Star Air
- Guizhou Airlines
- Hainan Airlines
- Huaxia Airlines
- Jade Cargo International
- Juneyao Airlines
- Okay Airways
- Shaanxi Airlines
- Shandong Airlines
- Shanghai Airlines
- Shanghai Airlines Cargo
- Shanxi Airlines
- Shenzhen Airlines
- Shilin Airlines
- Sichuan Airlines
- Spring Airlines
- United Eagle Airlines
- Wuhan Airlines
- Xiamen Airlines
- Xiedu Airlines
- Yangtze River Express

### Hồng Kông

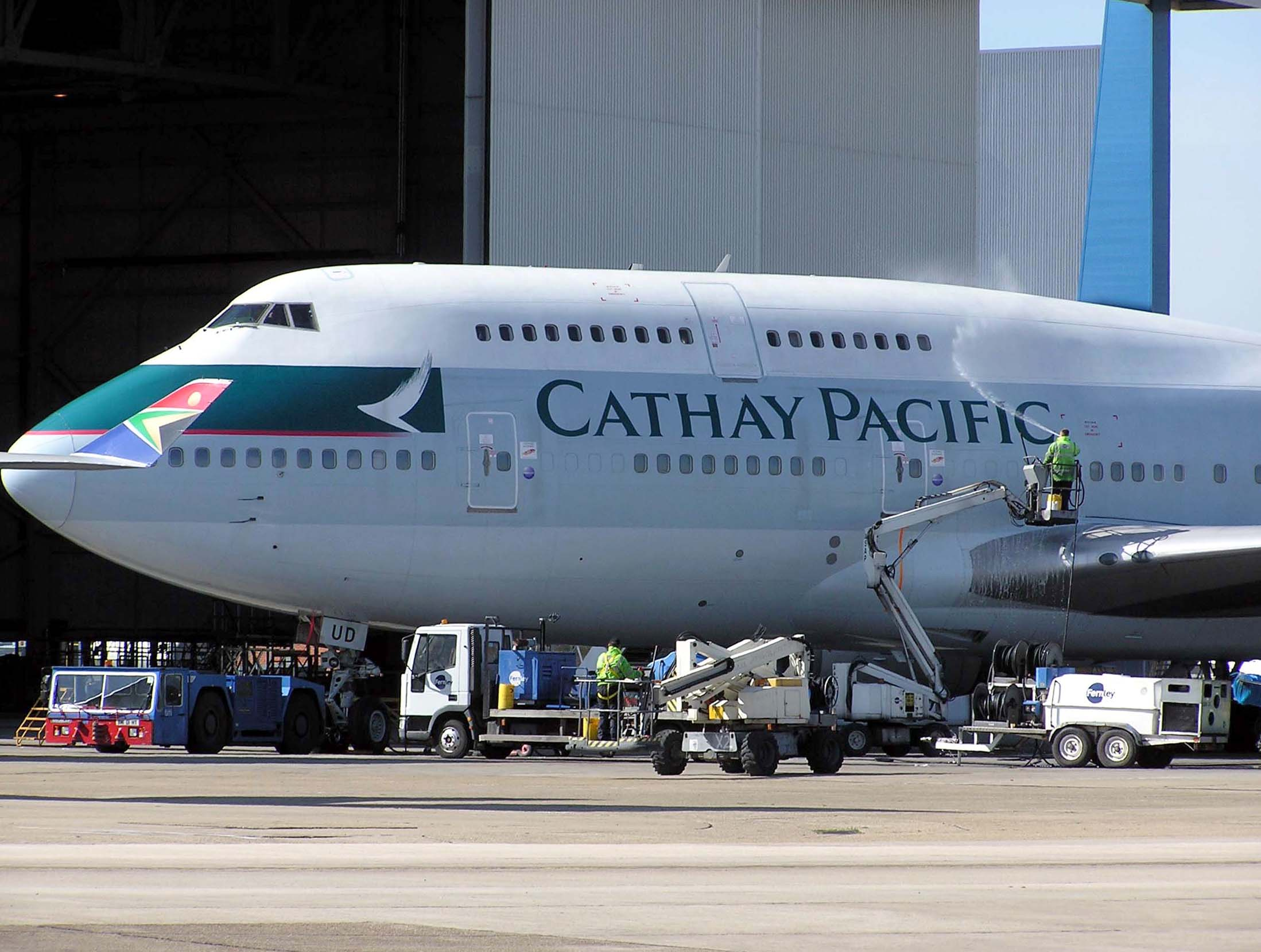
Cathay Pacific Boeing 747-400

Hãng hàng không quốc gia
- Cathay Pacific

Các hãng khác
- Air Hong Kong
- Dragonair
- Heliservices
- Hong Kong Airlines
- Hong Kong Express
- Jet Aviation Business Jets
- Metrojet
- Oasis Hong Kong Airlines

### Ma Cao
- Air Macau
- East Asia Airlines
- JetAsia
- Viva Macau

### Nhật Bản

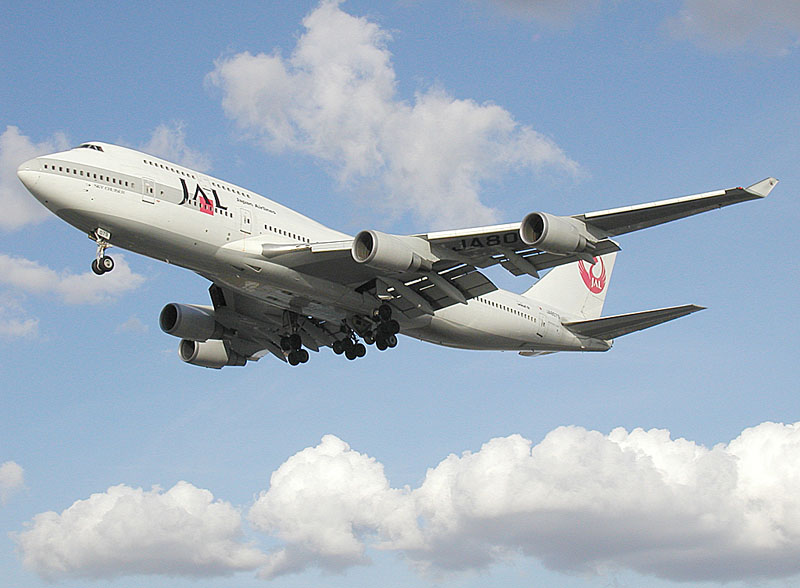
Japan Airlines Boeing 747

Hãng hàng không quốc gia
- Japan Airlines
  - Hokkaido Air System
  - J-Air
  - JAL Express
  - JALWays
  - Japan Air Commuter
  - Japan Asia Airways
  - Japan Transocean Air
  - Ryukyu Air Commuter

Các hãng khác
- Airtransse
- All Nippon Airways
  - Air Central
  - Air Hokkaido
  - Air Japan
  - Air Next
  - Air Nippon
  - Nippon Cargo Airlines
- Amakusa Airlines
- Galaxy Airlines Company
- Hokkaido International Airlines
- Ibex Airlines
- Kyokushin Air
- New Central Airlines
- Orange Cargo
- Oriental Air Bridge
- Skymark Airlines
- Skynet Asia Airways
- Starflyer

### Ấn Độ

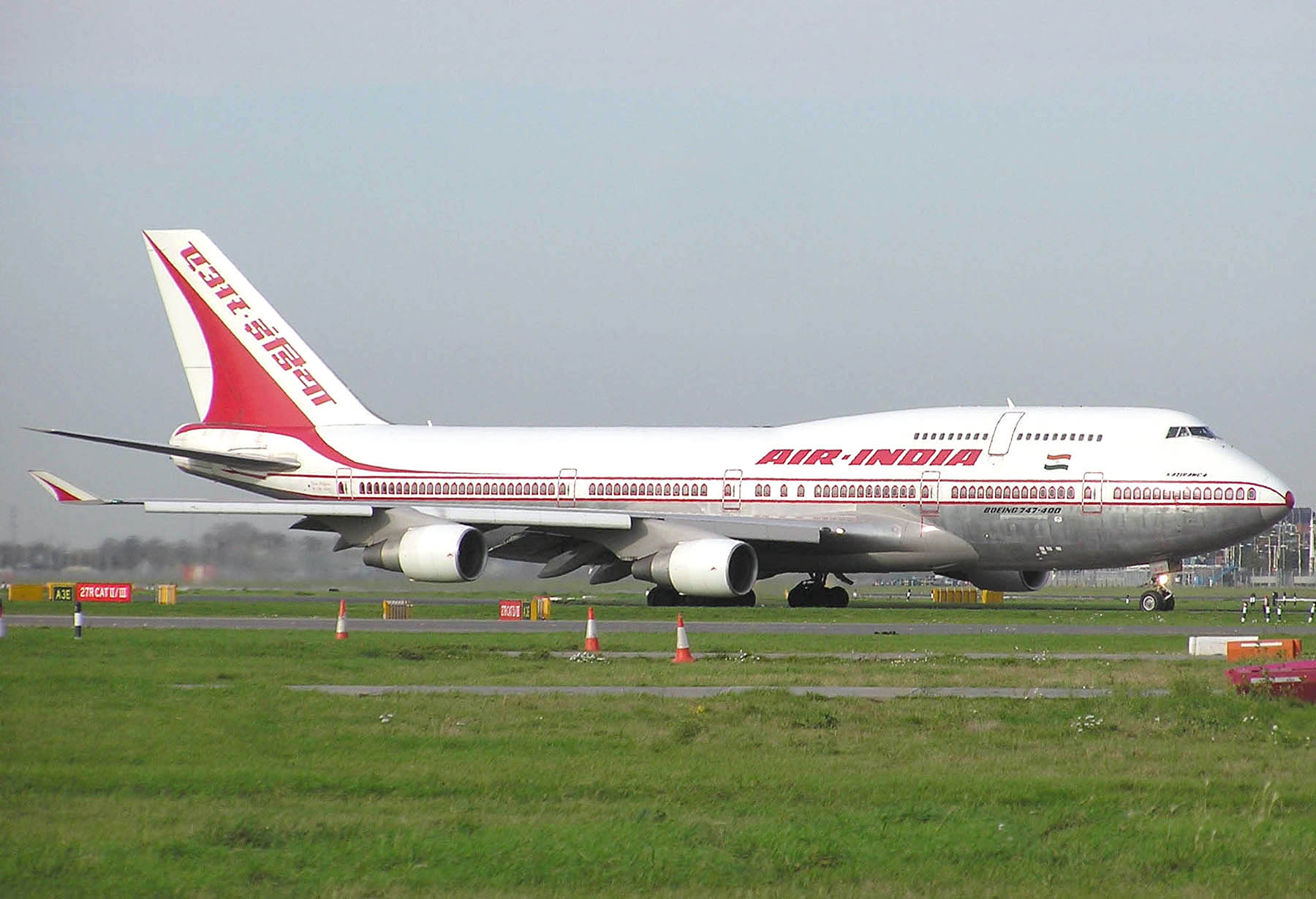
Air India Boeing 747-400

Hãng hàng không quốc gia
- Air India

Các hãng khác
- Air Deccan
- Air-India Express
- Air Sahara
- Alliance Air
- Blue Dart Aviation
- Club One Air
- Crescent Air Cargo
- Deccan Aviation
- Go Air
- Indian
- IndiGo Airlines
- Indus Airways
- Jagson Airlines
- Jet Airways
- K-air charters
- Kingfisher Airlines
- Paramount Airways
- SpiceJet
- Trans Bharat Aviation
- Visa Airways

### Pakistan

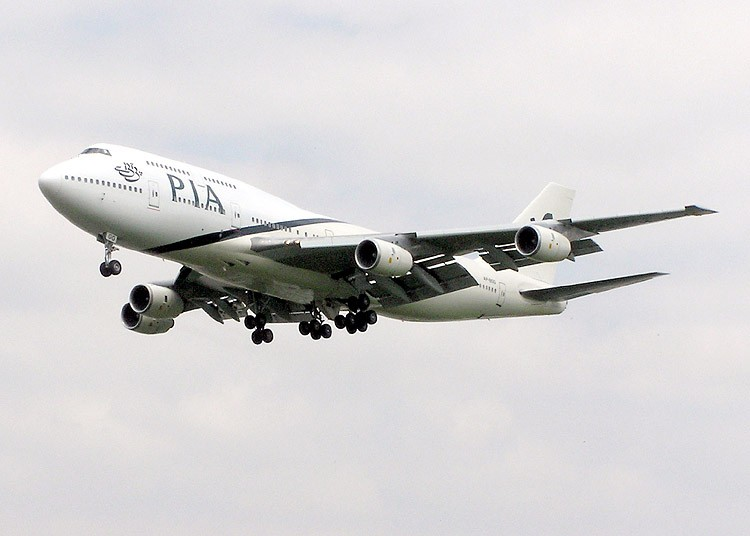
PIA Boeing 747-300

Hãng hàng không quốc gia
- Pakistan International Airlines

Các hãng khác
- Aero Asia International
- Airblue
- Air Mashriq
- Askari Aviation
- Jahangir Siddiqui Air
- Jahangir Siddiqui Charter
- Pearl Air
- Royal Airlines
- Royal Airlines Cargo
- Safe Air
- Schon Air
- Shaheen Air International
- Star Air
- TCS Courier
- Vision Air International

### Afghanistan
Hãng hàng không quốc gia
- Ariana Afghan Airlines

Các hãng khác
- Balkh Airlines
- Kam Air
- Khyber Afghan Airlines
- Marcopolo Airways
- Pamir Airways

### Armenia
- Air Armenia
- Air-Van Airlines
- Armavia
- Atlantis European Airways
- Yerevan-Avia

### Azerbaijan
Hãng hàng không quốc gia
- Azerbaijan Airlines

Các hãng khác
- Azal Avia Cargo
- Buta Airways
- Imair Airlines
- Silk Way Airlines
- Silk Way West Airlines
- SW Business Aviation
- Turan Air

### Gruzia
Hãng hàng không quốc gia
- Georgian Airways

Các hãng khác
- Georgian National Airlines
- Tbilaviamsheni

### Bangladesh
Hãng hàng không quốc gia
- Biman Bangladesh

Các hãng khác
- Air Bangladesh
- Bismillah Airlines
- GMG Airlines
- Royal Bengal Airline
- South Asian Airlines
- Z-Airways and Services

### Bhutan
Hãng hàng không quốc gia
- Druk Air

### Kazakhstan
Hãng hàng không quốc gia
- Air Astana

Các hãng khác
- Air Kokshetau
- Almaty Aviation
- Atyrau Air Ways
- Berkut Air
- Euro-Asia Air
- GST Aero
- Irtysh Avia
- Kazair West
- Orient Eagle Airways
- Sayakhat Airlines
- Scat Air
- Tulpar Air Service

### Bắc Triều Tiên

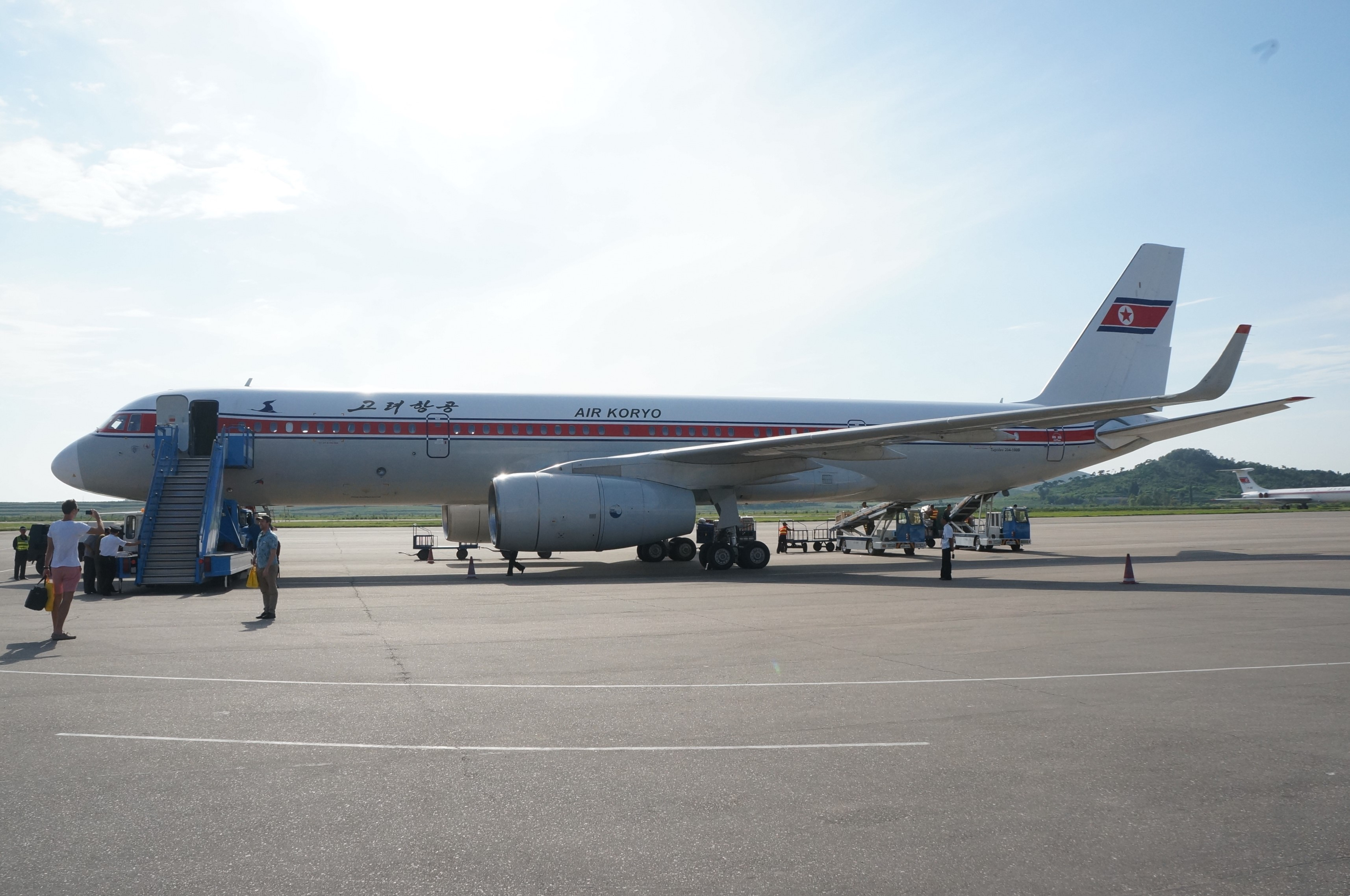
Air Koryo Tupolev Tu-204

Hãng hàng không quốc gia
- Air Koryo

### Hàn Quốc
Hãng hàng không quốc gia
- Korean Air

Các hãng khác
- Asiana Airlines
- Jin Air
- Hansung Airlines
- Jeju Air
- Air Busan
- Air Seoul
- Eastar Air
- T'way Airlines

### Kyrgyzstan
Hãng hàng không quốc gia
- Kyrgyzstan Airlines

Các hãng khác
- Altyn Air
- Anikay Air
- Botir Avia
- Golden Rule Airlines
- Inter Trans Avia
- Itek Air
- KAS Air Company
- Kyrgyz International Airlines
- Phoenix Aviation
- Quadrotour-Aero

### Maldives
Hãng hàng không quốc gia
- Island Aviation Services

Các hãng khác
- Air Equator
- Maldivian Air Taxi
- Trans Maldivian Airways

### Mông Cổ
Hãng hàng không quốc gia
- MIAT-Mongolian

Các hãng khác
- Aero Mongolia
- Eznis Airways

### Nepal
Hãng hàng không quốc gia
- Nepal Airlines

Các hãng khác
- Agni Air
- Air Nepal International
- Base Air
- Buddha Air
- Fishtail Air
- Flying Dragon Airlines
- Gorkha Airlines
- Himalayan Helicopter
- Impro Airways
- Mero Air
- Shree Airlines
- Sita Air
- Royal Nepal Airlines
- Yeti Airlines

### Sri Lanka
Hãng hàng không quốc gia
- SriLankan Airlines

Các hãng khác
- Aero Lanka
- Expo Aviation
- Lankair
- Lionair
- Monara Air
- Peace Air
- Sky Cabs

### Đài Loan

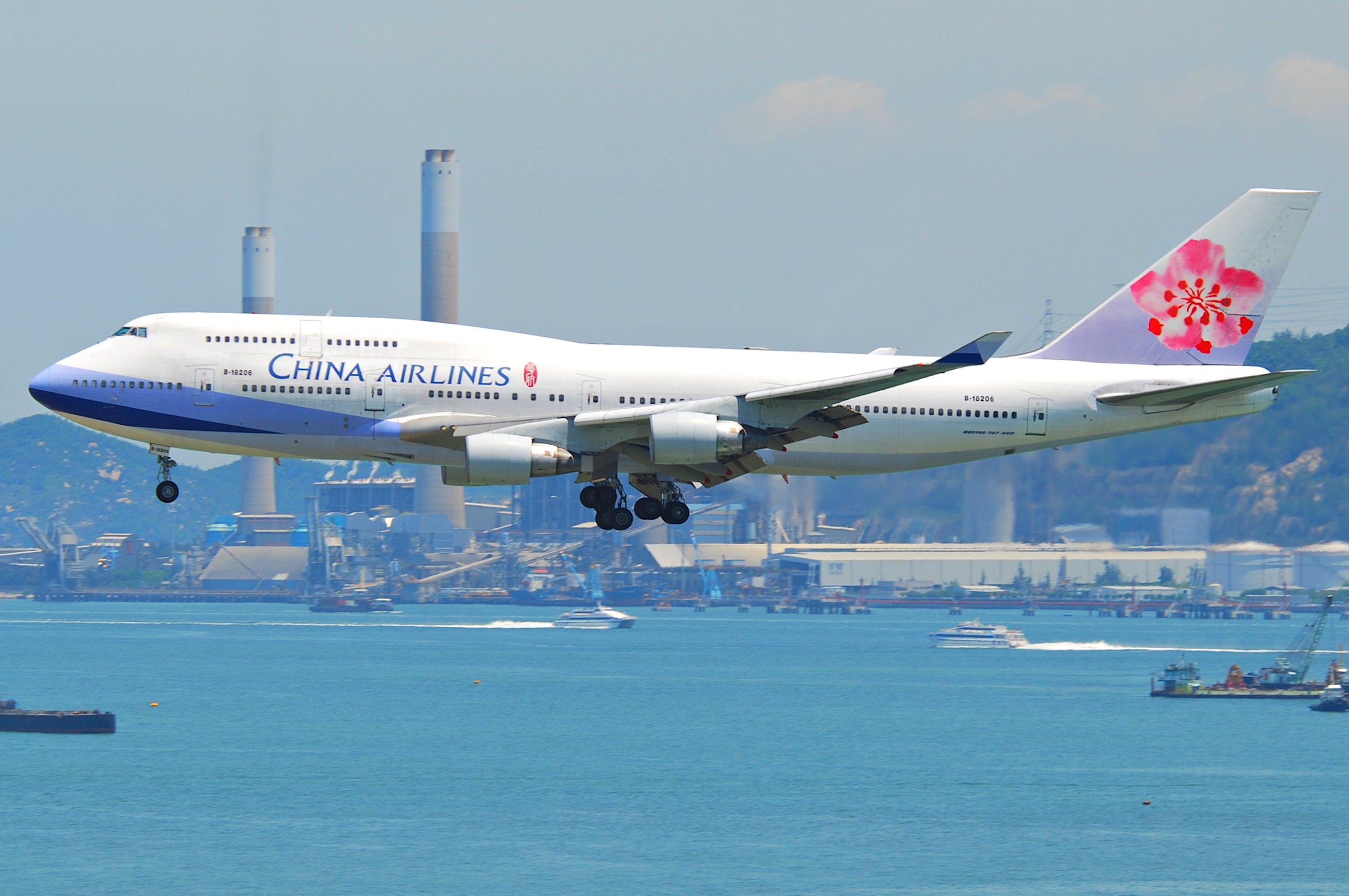
China Airlines Boeing 747-400

Hãng hàng không quốc gia
- China Airlines

Các hãng khác
- Daily Air
- EVA Air
- Far Eastern Air Transport
- Mandarin Airlines
- TransAsia Airways
- U-Land Airlines
- Uni Air

### Tajikistan
Hãng hàng không quốc gia
- Tajikair

### Turkmenistan
Hãng hàng không quốc gia
- Turkmenistan Airlines

### Uzbekistan
Hãng hàng không quốc gia
- Uzbekistan Airways

Các hãng khác
- Avialeasing

Bahrain
- DHL International
- Gulf Air
- Gulf Traveller

Iran
- Aria Tour
- Bon Air

- Caspian Airlines
- Ilam Air
- Iran Air
- Iran Air Cargo
- Iran Air Tours
- Iran Aseman Airlines
- Iranian Air Transport
- Kish Air
- Mahan Air
- Naft Air Lines
- Pariz Air
- Payam Air
- Qeshm Air
- Safat Airlines
- Safiran Airlines
- Saha Airlines
- Saha Air Cargo
- Sahand Airlines
- Simorgh Airlines
- TA Air
- Taban Airlines
- Tara Airlines
- Tehran Airlines
- Zagros Airlines
- Hematti Air

Iraq
- Iraqi Airways
- Ishtar Airlines
- Kurdistan Airlines
- Sawan Airlines
- Zozik Airlines

Israel
- Arkia Israel Airlines
- CAL Cargo Air Lines
- El Al
- El Al Cargo
- Israir
- Sun D'Or
- Tamir Airways

Jordan
- Air Rum
- Air Universal
- Arab Wings
- Jordan Aviation
- Jordan International Air Cargo
- Raya Jet
- Royal Jordanian
- Royal Wings Airlines
- Sky Gate International Aviation
- Star Air
- Teebah Airlines

Kuwait
- Jazeera Airways
- Kuwait Airways
- LoadAir cargo
- Wataniya airways
- United Aviation

Liban
- Berytos Airlines
- Flying Carpet Airlines
- Lebanese Air Transport
- MenaJet
- Middle East Airlines
- Trans Mediterranean Airways

Oman
- Oman Air

Palestine
- Palestinian Airlines

Qatar
- Qatar Airways

Ả Rập Saudi
- Al Khayala
- Nas Air
- Saudi Arabian Airlines
- SNAS Aviation

Syria
- Syrian Arab Airlines

United Arab Emirates
- Jupiter Airlines
- Abu Dhabi Aviation
- Aerovista Airlines
- Air Arabia
- Air Cess
- Al Rais Cargo
- AVE.Com

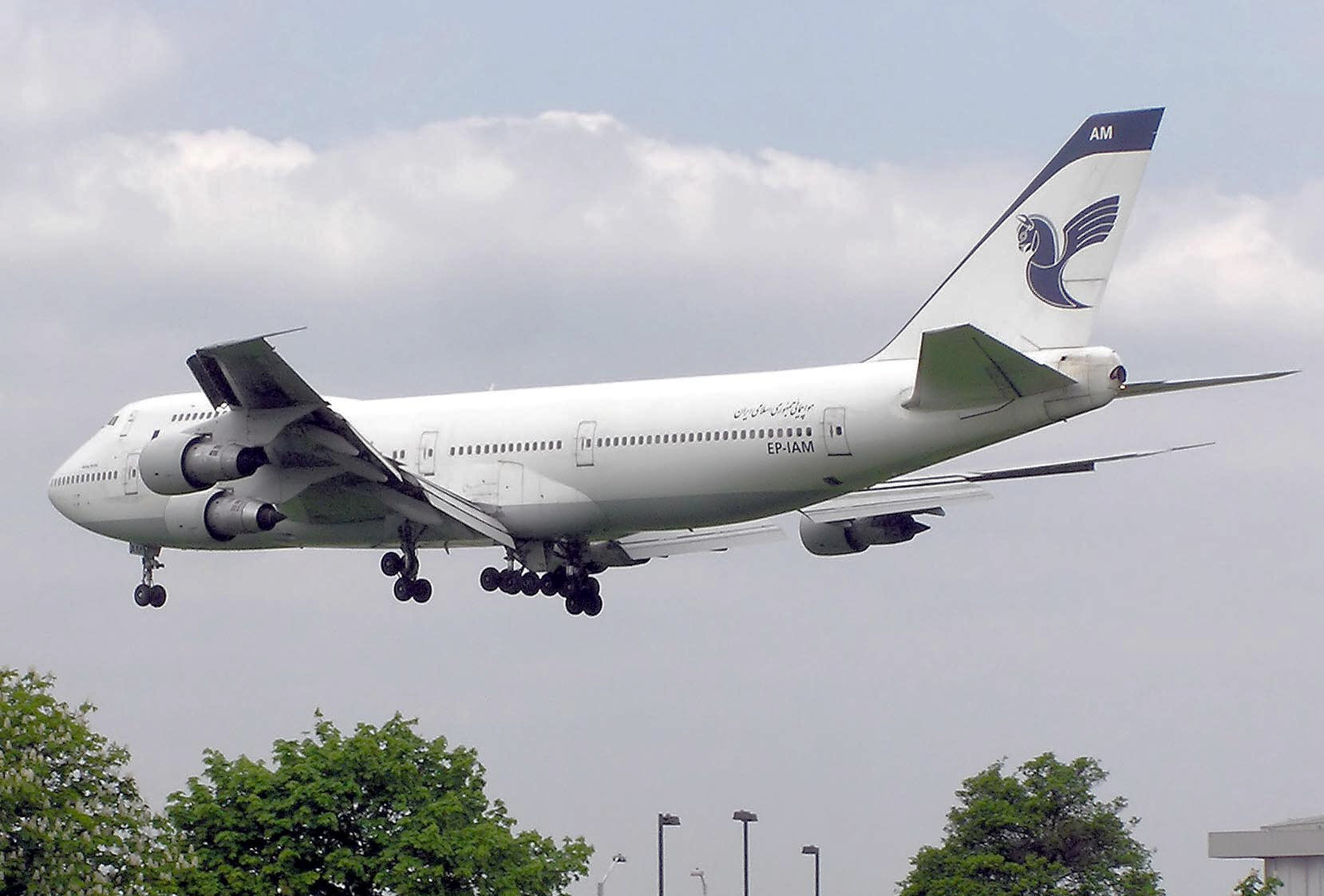
Iran Air Boeing 747

El Al Boeing 777

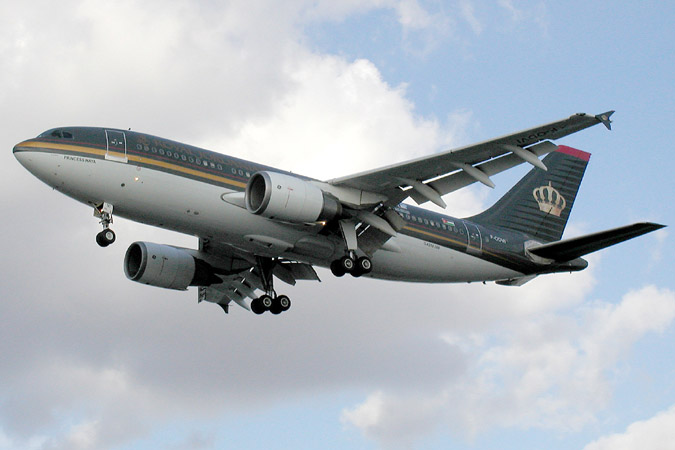
Royal Jordanian Airbus A310-300

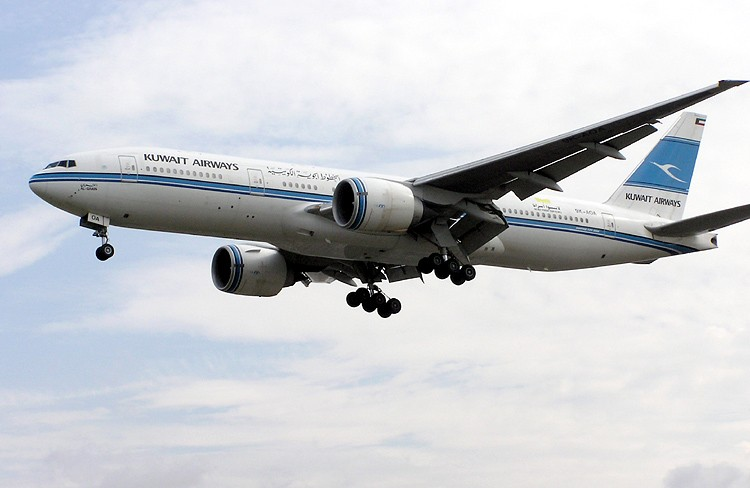
Kuwait Airways Boeing 777

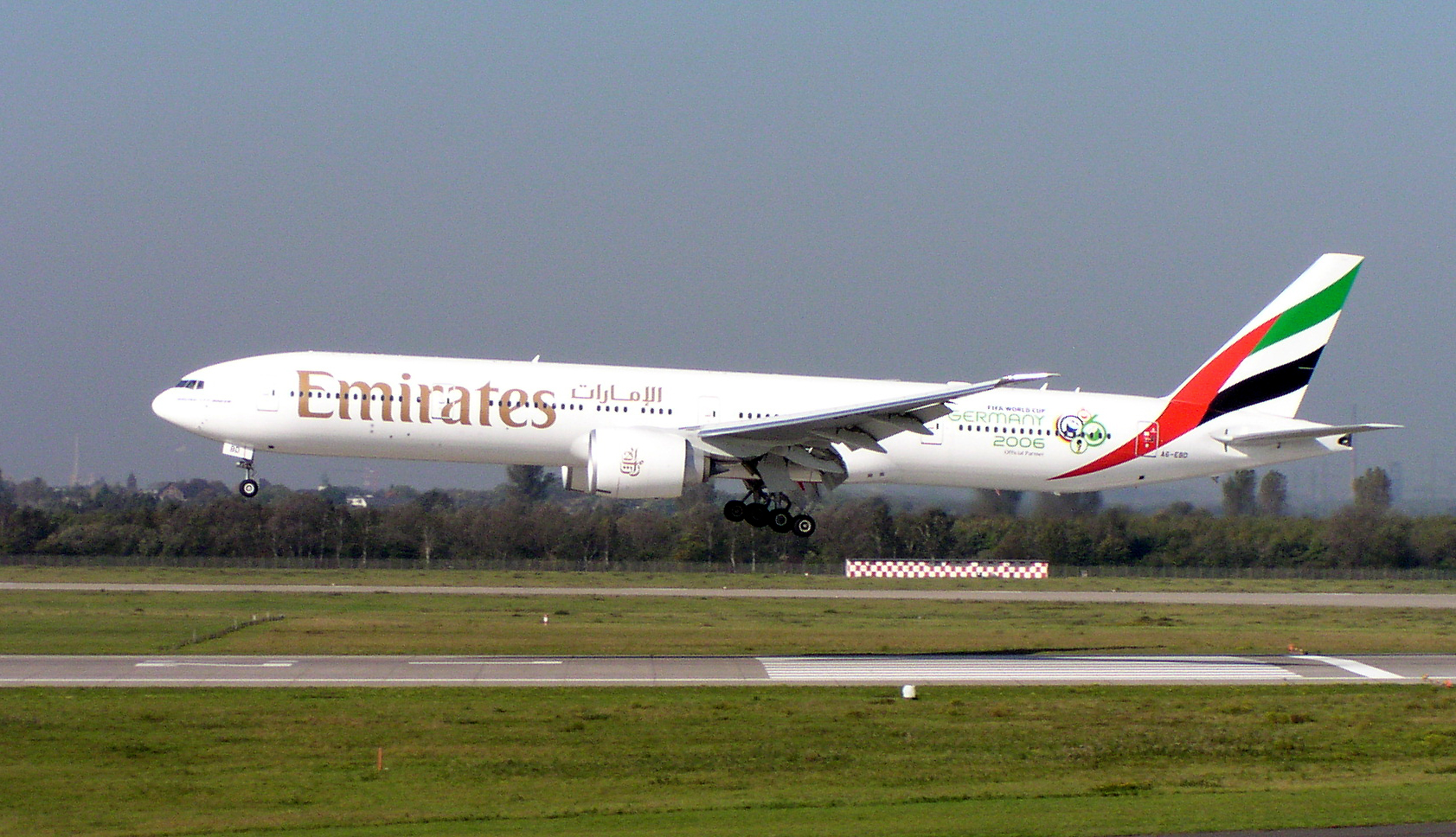
Emirates Boeing 777-300ER

- British Gulf International Airlines
- Cargo Plus Aviation
- Dolphin Air
- Emirates
- Emirates SkyCargo
- Etihad Airways
- Etihad Crystal Cargo
- Falcon Aviation Services
- Falcon Express Cargo Airlines
- HeavyLift International
- JetSet Cargo
- Kinshasa Airways
- Maximus Air Cargo
- Phoenix Aviation
- Pluto Airlines
- RAK Airways
- Royal Jet
- Reem Air
- StarJet

Yemen
- Yemenia

## Châu Âu
Vương quốc Liên hiệp Anh và Bắc Ireland
Hãng hàng không quốc gia
- British Airways

Các hãng khác
- Air Atlantique
- Air Harrods
- Air Scotland
- Astraeus
- Atlantic Airlines
- Atlantic Express
- Aurigny Air Services
- Aviajet
- BA Cityflyer
- BAC Express Airlines
- Bance Air
- Blue Islands
- BMI
- bmi regional
- bmibaby
- BMI regional
- British International Helicopters
- British Mediterranean Airways
- Castle Air
- Centreline
- Citelynx
- City Star Airlines
- Club 328
- Coyne Airways
- DHL Air
- Directflight
- Eastern Airways
- easyJet
- EuroManx
- European Aviation Air Charter
- European Executive
- First Choice Airways
- Flightline
- flybe (đã ngưng hoạt động)
- Fly Europa
- FlyFirst
- Flyglobespan
- Flywho
- Gama Aviation
- GB Airways
- Global Supply Systems
- Gregg Air
- Highland Airways
- Isles of Scilly Skybus
- Jet2.com
- Loch Lomond Seaplanes
- Loganair
- London Executive Aviation
- Lydd Air
- Manx2
- Monarch Airlines
- MyTravel Airways
- Palmair
- Polo Aviation
- Royal Bengal Airline
- ScotAirways
- Silverjet
- Skydrift Air Charter
- Thomas Cook Airlines
- Thomsonfly
- Titan Airways
- Virgin Atlantic Airways
- Virgin Galactic
- XL Airways

 Pháp
Hãng hàng không quốc gia
- Air France

Các hãng khác
- Aero Charter DARTA
- Aero Services Executive
- Aigle Azur
- Air France-KLM
- Air Horizons
- Airlinair
- Air Méditerranée
- Axis Airways
- Blue Line
- Brit Air
- CCM Airlines
- Champagne Airlines
- Corsairfly
- Eagle Aviation France
- Europe Airpost
- Finist'air
- Hex'Air
- L'Avion
- Octavia Airlines
- Pan Européenne Air Service
- Régional
- Star Airlines
- Sud Airlines
- Twin Jet

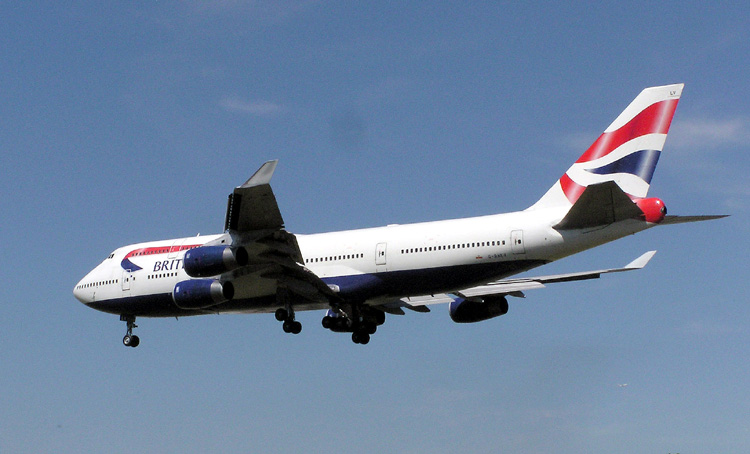
British Airways Boeing 747

For DOMs/TOMs, see the sections for French Guiana, French Polynesia, Guadeloupe, New Caledonia, Réunion, Saint-Pierre and Miquelon.
 Đức
Hãng hàng không quốc gia
- Lufthansa

Các hãng khác
- ACM Air Charter
- Aero Business Charter
- Aero Dienst
- Air Berlin
- Air City
- Arcus-Air Logistic
- Augsburg Airways
- Avanti Air
- Blue Wings
- Cirrus Airlines
- Comfort Air
- Condor Airlines
- Contact Air
- Elbe Air
- European Air Express
- Eurowings
- FAI Air Service
- FLM Aviation
- FLN Frisia Luftverkehr
- Fresh Line
- Germania
- Germanwings
- Hahn Air
- Hamburg International
- LFH - Luftverkehr Friesland Harle
- LGW - Luftfahrtgesellschaft Walter
- LTU International
- Lufthansa Cargo
- Lufthansa CityLine
- Lufttaxi Fluggesellschaft
- MSR Flug-Charter
- Nightexpress
- OLT - Ostfriesische Lufttransport
- Phoenix Air
- Private Wings Flugcharter
- Rheinair
- Smintair
- Star XL German Airlines
- Stuttgarter Flugdienst
- Sylt Air
- Taunus Air
- TUIfly
- Vibroair
- WDL Aviation
- Windrose Air

 Nga
Hãng hàng không quốc gia
- Aeroflot

Các hãng khác
- Abakan Avia
- Aerobratsk
- Aeroflot Don
- Aeroflot-Nord
- Aeroflot Plus
- AirBridge Cargo
- Airstars Airways
- Alrosa Avia
- Angara Airlines
- Astair Airlines
- Astrakhan Airlines
- Atlant-Soyuz Airlines
- ATRAN Cargo Airlines
- Atruvera Aviation
- Avcom
- Aviacon Zitotrans
- Aviaenergo
- Avial NV
- Aviaprad
- Aviast
- Aviastar Airlines
- BAL Bashkirian Airlines
- Belgorod Air Enterprise
- Bravia (Bryansk Air Enterprise)
- Bugulma Air Enterprise
- Bural
- Bylina
- Centre-Avia Airlines
- Chelyabinsk Airlines
- Chernomor Avia
- Chitaavia
- Chukotavia
- Chuvashia Airlines
- Continental Airways
- Dagestan Airlines
- Dalavia Far East Airways
- Dobrolet Airlines
- Domodedovo Airlines
- Enkor
- Gazpromavia
- Gromov Air
- Ilavia Airline
- Interavia
- Izhavia
- Karat
- Kavminvodyavia
- Kazan Air Enterprise
- KD Avia
- Kemerovo Aviation Enterprise
- Kirov Airline
- Kogalymavia Airlines
- Komiaviatrans
- KrasAir
- Krylo Airlines
- Kuban Airlines

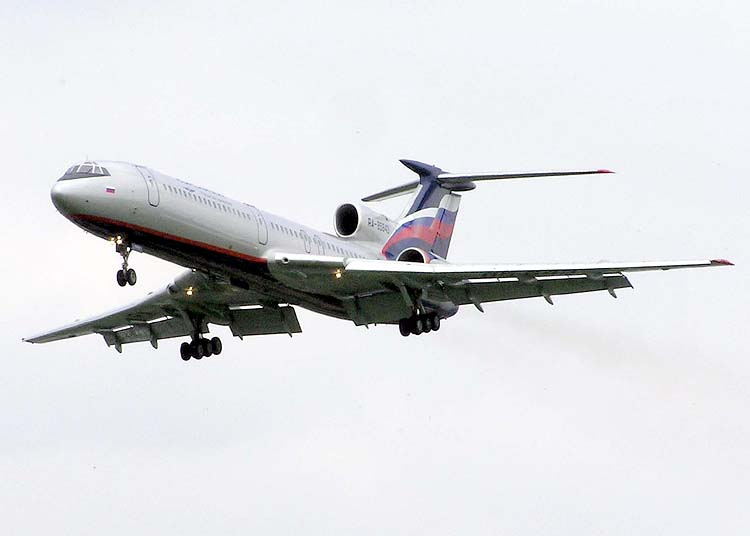
Aeroflot Tupolev Tu-154M.

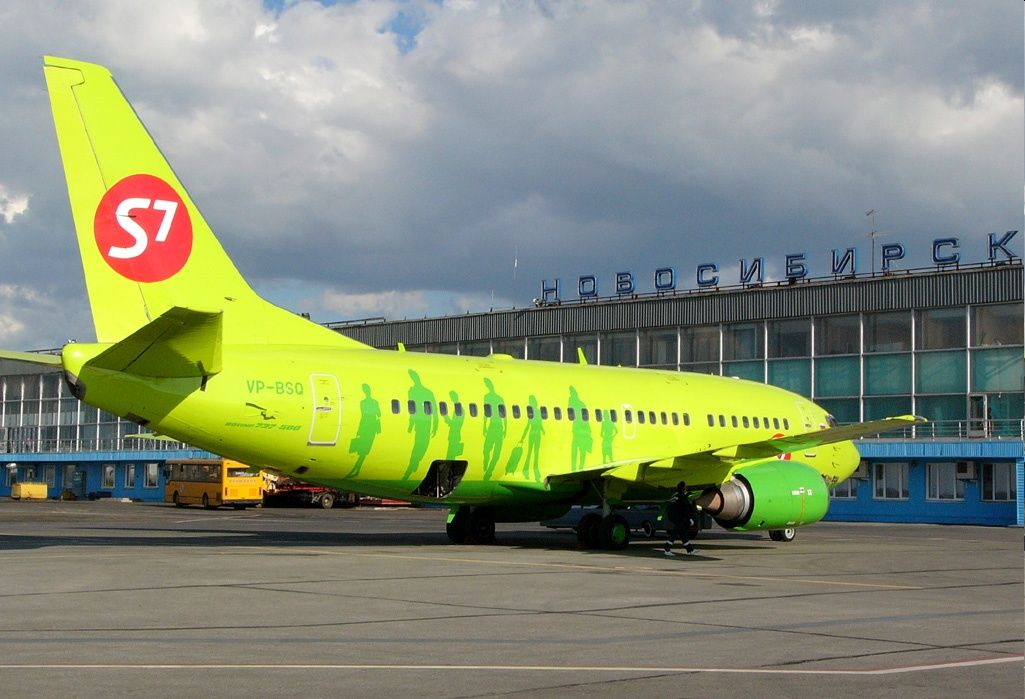
S7 Airlines Boeing 737

- Nefteyugansk United Airline Transportation Company

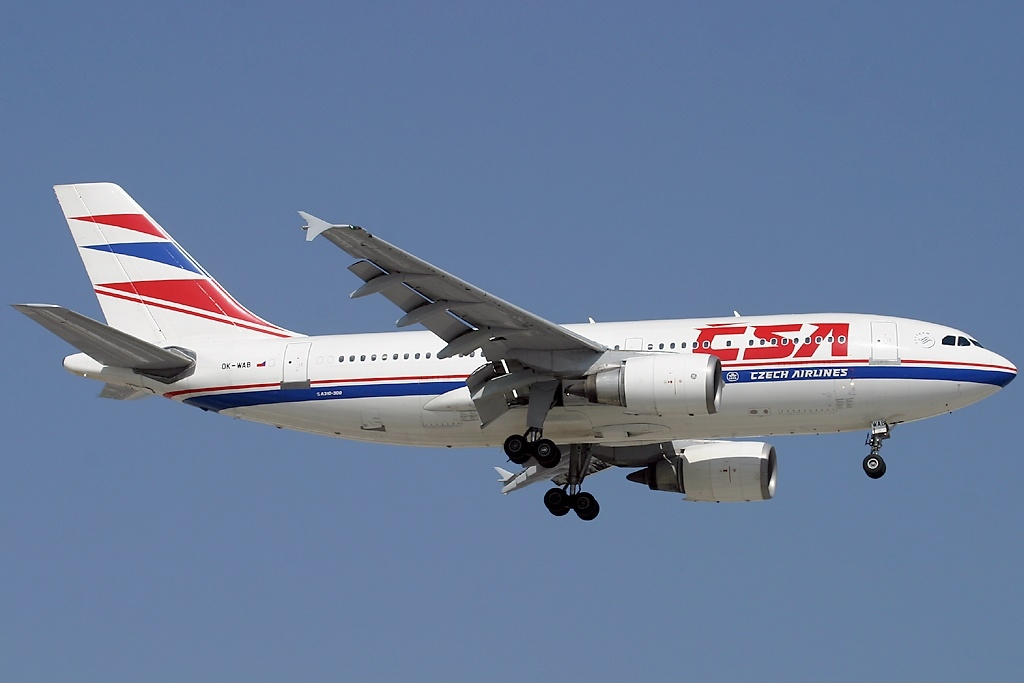
CSA A310

- Nikolaevsk-Na-Amure Air Enterprise
- Novosibirsk Air Enterprise
- Omskavia
- Orenburg Airlines
- Perm Airlines
- Petropavlovsk-Kamchatski Airline
- Polar Airlines
- Polet Airlines
- Pskovavia
- Red Wings
- Rossiya Airlines hoặc GTK Russia
- RusAir
- Russ Air Transport Company
- Russian Sky Airlines
- Ryazanaviatrans
- S7 Airlines
- Samara Airlines
- Saransk Air Enterprise
- Saravia
- SAT Airlines
- Selcon Airlines
- Sibaviatrans
- Sky Express
- STC Russia
- Tatarstan Airlines
- Tesis Aviation Enterprise
- Tesis Cargo
- Tomskavia
- Transaero
- Transeuropean Airlines
- Tuva Airlines
- Ural Airlines
- UT Air
- VIM Airlines
- Vladivostok Avia
- Volga-Aviaexpress
- Volga-Dnepr
- Vologda Air
- Voronezhavia
- Vostok Airlines
- Vyborg Airlines
- Yak-Service
- Yakutia Airlines
- Yamal Airlines

 Albania
Hãng hàng không quốc gia
- Air Albania

Các hãng khác
- Ada Air
- Albanian Airlines
- Albatros Airways
- Belle Air

Áo
- Air Alps
- Amerer Air
- Austrian Airlines
- Austrian Arrows
- BFS Business Flight Salzburg
- Clevair
- Golden City Airlines
- Grossmann Air Service
- InterSky
- Jetalliance Flugbetriebs
- Lauda Air
- LTU Austria
- MAP Jet
- Niki
- Teamline Air
- Tyrol Air Ambulance
- Tyrolean Jet Services
- Welcome Air

Belarus
- Belavia
- Gomelavia
- Transaviaexport Cargo Airline

Bỉ
- Abelag Aviation
- Belgian International Air Service
- Brussels Airlines
- Demavia Airlines
- DHL Aviation
- European Air Transport
- Jetairfly
- SN Brussels Airlines
- Thomas Cook Airlines
- TNT Airways
- Virgin Express
- VLM Airlines

Bosna và Hercegovina
- Air Srpska
- Arnoro
- B&H Airlines
- Bosnia Airlines
- FlyBosnia
- Spirit of Balkan

Bulgaria
- Air Sofia
- Air Via
- BH Air
- Bulgaria Air
- Bulgarian Air Charter
- Hemus Air
- Inter Trans Air
- Scorpion Air
- Vega Airlines
- Viaggio Air
- Wizz Air

Croatia
- Air Adriatic
- Croatia Airlines
- Dubrovnik Airlines
- Trade Air
- Zadar Airlines

Cyprus, Republic of
- Cyprus Airways
- Eurocypria Airlines
- FOS Logistics

Cộng Hòa Séc
- ABS Jets
- Charter Air
- Czech Airlines
- Regional Air Services
- Silver Air
- Smart Wings
- Travel Service

Đan Mạch
For Danish territories with home rule, see Faroe Islands và Greenland.
- Air Alsie
- Cimber Air
- Copenhagen Air Taxi
- Danish Air Transport
- Jet Time
- Scandinavian Airlines System
- Star Air
- Sterling Airlines
- Sun Air of Scandinavia

Estonia
- Aero Airlines
- Airest
- Avies
- Enimex
- Estonian Air

Quần đảo Faroe
- Atlantic Airways

Phần Lan
- Air Åland
- Air Finland
- Blue1
- Copterline
- Finnair
- Finncomm Airlines

Gibraltar
- Fly Gibraltar

Hy Lạp
- Aegean Airlines
- Air Miles
- AirSea Lines
- Alexandair
- Aviator Airways
- Blue Star Airlines
- EuroAir
- Greece Airways
- Hellenic Imperial Airways

- Mediterranean Air Freight
- Olympic Airlines
- Sky Express

Greenland
- Air Greenland

Hungary
- Aviaexpress
- CityLine Hungary
- Farnair Hungary
- MALÉV Hungarian Airlines
- Travel Service
- Wizz Air

Iceland
- Air Atlanta Icelandic
- Air Iceland
- Bluebird Cargo
- Eagle Air
- Icelandair
- Iceland Express
- JetX Airlines
- Landsflug

Cộng hòa Ireland
- Aer Arann
- Aer Lingus
- AerVenture
- Air Contractors
- CityJet
- Ryanair
- Starair

Ý
- Air Dolomiti
- Air Europe
- Air Freedom
- Air Italy
- Air One
- Air Sal
- Air Vallée
- Alidaunia
- Alitalia
- Alitalia Express
- Alpi Eagles
- Blue Panorama Airlines
- Blu-express
- Cargoitalia
- Clubair
- ElbaFly
- Eurofly
- Eurojet Italia
- Evolavia
- ItAli Airlines
- Italy First
- Livingston
- Meridiana
- MiniLiner
- Mistral Air
- MyAir
- Neos
- Ocean Airlines
- SixCargo
- Volare Airlines
- Windjet

Latvia
- AirBaltic
- Concors
- Inversija
- LatCharter
- RAF-Avia

Litva
- Amber Air
- Apatas Air
- Aurela
- Aviavilsa
- Danu Oro Transportas
- FlyLal

Luxembourg
- Cargolux
- Comlux
- Global Jet Luxembourg
- Lionair
- Luxair
- Luxaviation
- West Air Luxembourg

Cộng hòa Macedonia
- Air Vardar
- MAT Macedonian Airlines
- Palair

Malta
- Air Malta
- BritishJET
- European 2000 Airlines
- Medavia

Moldova
- Aerocom
- Air Moldova
- Moldavian Airlines
- Pecotox Air
- Tandem Aero
- Tepavia Trans
- Tiramavia

Monaco
- Heli Air Monaco
- RivieraJet

Montenegro
- Di Air
- Montenegro Airlines
- OKI Air International

Hà Lan
- Air Charters Europe
- Air France-KLM
- Arkefly
- Business Jet
- Denim Air
- DutchBird
- Dynamic Airlines
- Interstate Airlines
- KLM
- KLM Cargo
- KLM Cityhopper
- KLM Exel
- Magic Blue Airlines
- Martinair
- Metropolis
- North Sea Airways
- PrivateAir
- Quick Airways Holland
- Rossair Europe
- Schreiner Airways
- Transavia
- Tulip Air

Na Uy
- Air Norway
- Bergen Air Transport
- CHC Helikopter Service
- Classic Norway Air
- Coast Air
- Fonnafly
- Kato Airline
- Lufttransport
- Norsk Helikopter
- Norsk Luftambulanse
- Norwegian Air Shuttle

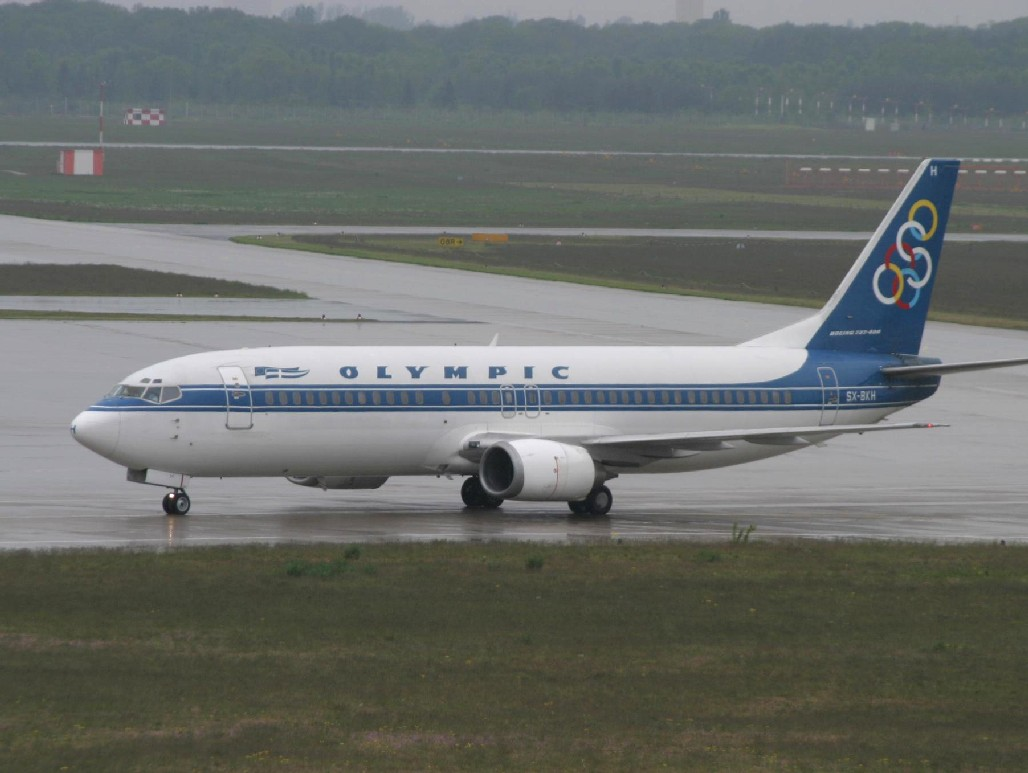
Olympic Airlines Boeing 737-400

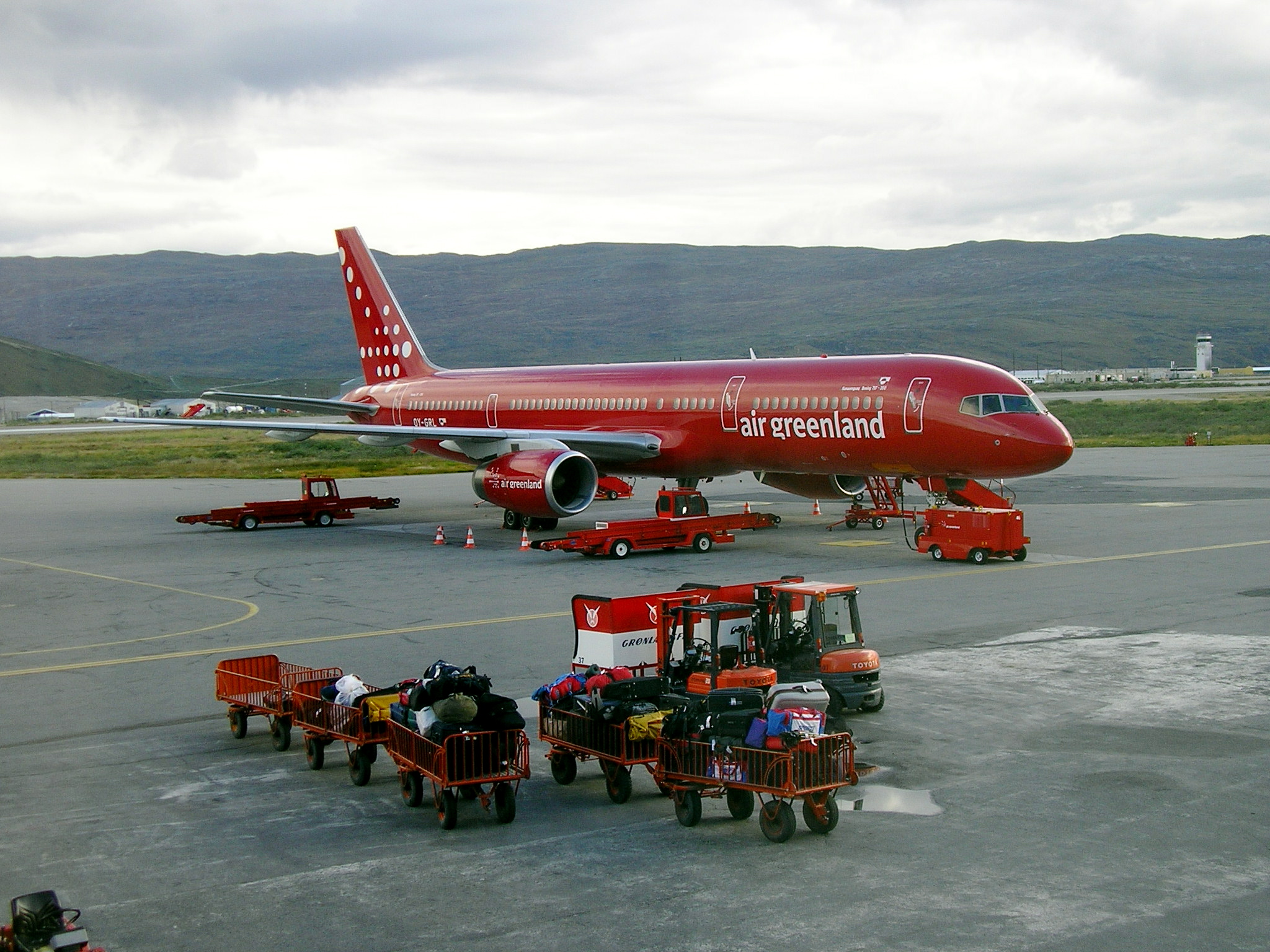
Air Greenland Boeing 757-200

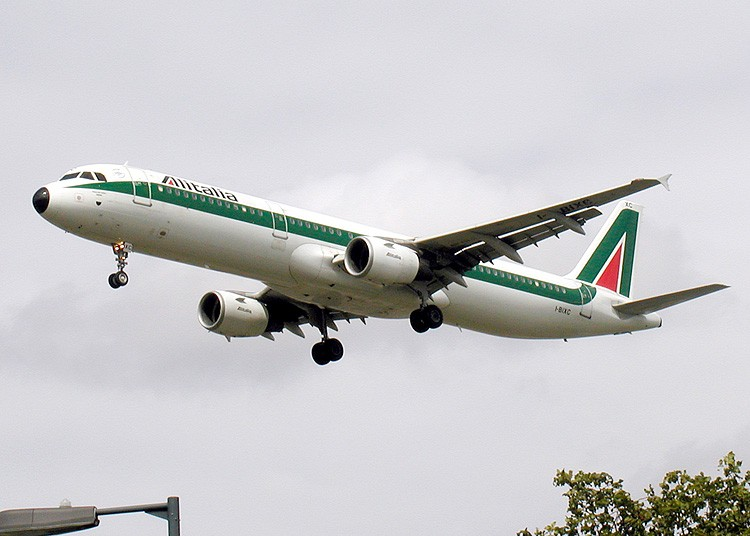
Alitalia Airbus A321

- SAS Braathens / Scandinavian Airlines System (SAS)
- Sund Air
- Vildanden (hãng hàng không)
- Widerøe

Ba Lan
- Aerogryf
- Centralwings
- Direct Fly
- Eurolot
- Fischer Air Polska
- Jet Air
- LOT Polish Airlines
- Silesian Air
- Sky Express
- White Eagle Aviation
- Wizz Air

Bồ Đào Nha
- Aerocondor
- Air Luxor
- EuroAtlantic Airways
- Hifly
- Lusitania Airways
- Luzair
- PGA Express
- Portugália
- SATA Air Acores
- SATA International
- TAP Portugal
- White

România
- Acvila Air
- Blue Air
- Carpatair
- Chris Air
- Ion Ţiriac Air
- Jetran Air
- Romavia
- Tarom
- Tarom Cargo

Serbia
- Aeronais
- Air Pink
- Air Tomisko
- Aviogenex
- Jat Airways
- Jat Airways AVIO taxi
- Kosmas Air
- Kosova Airlines
- Master Airways
- Prince Aviation

Slovakia
- Aero Slovakia
- Air Slovakia
- Air Transport Europe
- Seagle Air
- SkyEurope Airlines
- Slovak Airlines

Slovenia
- Adria Airways
- Solinair

Tây Ban Nha
- Aerolineas de Baleares
- Air Andalucia
- Air Europa
- Air Granada
- Air Nostrum
- Air Plus Comet
- Air Pullmantur
- AIrClass Airways
- AlbaExel
- Audeli Air
- Binter Canarias
- Bravo Airlines
- Clickair
- Cygnus Air
- Executive Airlines
- Fly LPI
- Futura International Airways
- Gestair
- Girjet
- Hola Airlines
- Iberia Airlines
- Ibertrans Aerea
- Iberworld
- Intermediacion Aerea
- Islas Airways
- Lagun Air
- LTE International Airways
- Navegacion y Servicios Aéreos Canarios (NAYSA)
- Orionair
- PAN Air
- Regional Wings
- Serair
- Sky Service Aviation
- Spanair
- Swiftair
- Tadair
- Top Fly
- Visig Operaciones Aéreas
- Vueling Airlines
- Wondair

Thụy Điển
- Amapola Flyg
- Avitrans
- Blekingeflyg
- City Airline
- Direktflyg
- Falcon Air
- FlyMe
- Flynordic
- Golden Air
- Gotlandsflyg
- International Business Air
- Kalmarflyg
- Kullaflyg
- Malmö Aviation
- Maxair
- NextJet
- Nordic Regional
- Nordkalottflyg
- Norrslandsflyg
- Novair
- Scandinavian Airlines
- Skyways Express
- Skyways Regional
- Snålskjuten
- Stockholmsplanet
- Sundsvallsflyg
- SwedJet Airways
- Transwede Airways
- TUIfly Nordic
- Viking Airlines
- WaltAir Europe
- West Air Sweden

Thụy Sĩ
- Air Glaciers
- Air Prishtina
- Belair
- Club Airways International
- Connect Air
- Crossair Europe
- Darwin Airline
- easyJet Switzerland
- Edelweiss Air
- Farnair Switzerland
- Flybaboo
- Heliswiss
- Hello
- Helvetic Airways
- Jet Aviation
- Jetclub
- Ju-Air
- Lions Air
- PrivatAir
- SkyWork
- Swiss European Air Lines
- Swiss International Air Lines
- Swiss Sun
- Zimex Aviation

Thổ Nhĩ Kỳ
- ACT Airlines
- Atlasjet
- Bestair
- Corendon Airlines
- Fly Air
- Free Bird Airlines
- Golden International Airlines
- Inter Airlines
- Izair
- Kıbrıs Türk Hava Yolları
- Kuzu Airlines Cargo
- MNG Airlines
- Onur Air
- Orbit Express Airlines
- Pegasus Airlines
- Saga Airlines
- Sky Airlines
- SunExpress
- Tarhan Tower Airlines
- Turkish Airlines
- World Focus Airlines
- Yesilkus Airlines

Ukraina
- Aeromist-Kharkiv
- Aerostar Airlines
- Aerosvit Airlines
- Aerovis Airlines
- Air Kharkov
- Air Urga
- Antonov Airlines
- ARP 410 Airlines
- Azov Avia Airlines
- Business Aviation Center
- Constanta Airline
- Crimea Air
- Dniproavia
- DonbassAero
- Khors Aircompany
- Lvov Airlines
- Motor Sich Airlines
- Odessa Airlines
- Podilia-Avia
- Rivne Universal Avia
- South Airlines
- Tavrey Airlines
- Ukraine Air Alliance
- Ukraine Air Enterprise
- Ukraine International Airlines
- Ukrainian Cargo Airways
- UM Airlines
- Veteran Airlines
- Volare Airlines
- Yuzmashavia
- Challenge AERO

## Châu Mỹ

### Hoa Kỳ
- Aero Contractors
- Air Cargo Carriers
- Air East
- Air Evac
- Air Florida
- Air Gumbo
- Air Midwest
- Airnet Express
- AirNow
- Air Sunshine
- Air Tahoma
- AirTran Airways
- Air Transport International
- Air Vegas
- Air Wisconsin
- Alaska Airlines
- Alaska Central Express
- Alaska Seaplane Service
- Allegiant Air
- Aloha Airlines
- Alpine Air Express
- American AirlinesAmerican Airlines Boeing 777
- American Connection
- American Eagle Airlines
- Ameriflight
- Amerijet International
- Ameristar Jet Charter
- Arctic Circle Air Service
- Arctic Transportation Services
- Arrow Air
- Astar Air Cargo
- ATA Airlines
- Atlantic Southeast Airlines
- Atlas Air
- Avantair
- Awesome Airlines
- Baron Aviation Services
- Bemidji Airlines
- Bering Air
- Berry Aviation
- Bighorn Airways
- Big Island Air
- Big Sky Airlines
- Blackstar Airlines
- Blue Moon Aviation

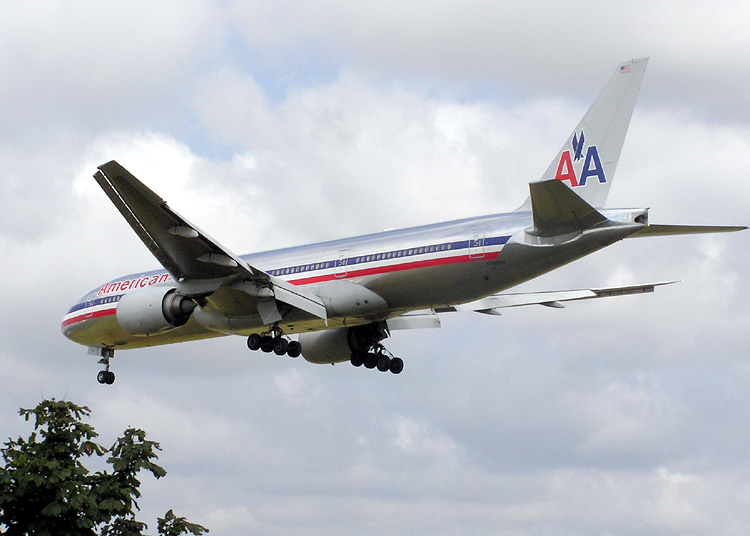
American Airlines Boeing 777

- Boston-Maine Airways (Pan Am Clipper Connection (Pan Am III))
- Cape Air
- Capital Cargo International Airlines
- Cargo 360
- Caribbean Sun
- Castle Aviation
- Centurion Air Cargo
- Chalk's International Airlines
- Champion Air
- Chautauqua Airlines
- Colgan Air
- Colorado Airways
- Comair
- CommutAir
- Compass Airlines
- Continental AirlinesContinental Airlines Boeing 777
- Contract Air Cargo
- Corporate Air
- Critical Air Medicine
- Crystal Airways
- CSA Air
- Custom Air Transport
- Delta Air Lines
- Diamond International Airlines
- Direct Air
- Empire Airlines
- Eos Airlines
- Era Aviation
- Evergreen International Airlines
- Everts Air Cargo
- ExpressJet Airlines
- Express.Net Airlines
- Falcon Air Express
- FedEx Express
- Festival Airlines
- Fine Air
- Flight Alaska
- Flight Express
- Flight International Aviation
- Flightline Aviation
- Flightline Inc.
- Florida Coastal Airlines
- Florida West International Airways
- FlyHawaii Airlines
- Focus Air Cargo
- Freedom Airlines
- Freight Runners Express
- Frontier Airlines
- Frontier Flying Service
- FS Air Service
- Gemini Air Cargo
- go!
- GoJet Airlines
- Grand Aire Express
- Grand Canyon Airlines
- Grant Aviation
- Great Lakes Airlines
- Gulfstream International Airlines
- Hageland Aviation Services
- Harris Air
- Hawaiian Airlines
- Heli USA
- Horizon Air
- Hornet Airlines
- IBC Airways
- Icon
- I-Jet Caribbean
- ImagineAir
- Inland Aviation Services
- Island Air
- Island Airways
- JetBlue Airways

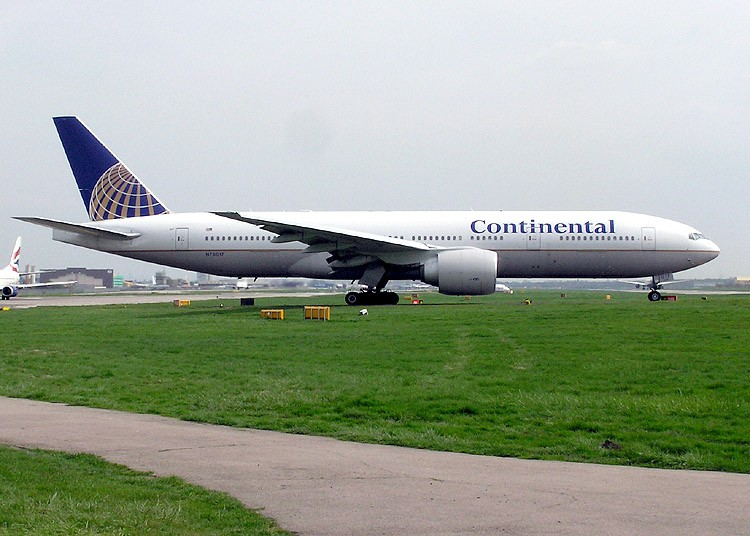
Continental Airlines Boeing 777

- Justice Prisoner and Alien Transportation System
- Kalitta Air
- Kalitta Charters
- Kenmore Air
- Key Lime Air
- Kitty Hawk Aircargo
- L.A.B. Flying Service
- Louisiana Airways
- Lynden Air Cargo
- Lynx Air International
- Martinaire
- MAXjet Airways
- Merlin Airways
- Mesa Airlines
- Mesaba Airlines
- Mexus Airlines
- Miami Air International
- Mid-Atlantic Freight
- Midwest Airlines
- Midwest Connect
- Mokulele Airlines
- Millennium Aviation
- Mountain Air Cargo
- Murray Air
- Nantucket Airlines
- National Air Cargo
- New England Airlines
- North American Airlines
- Northeast Airlines
- Northern Air Cargo
- Northwest Airlines
- Omni Air International
- Pace Airlines
- Pacific Wings
- Pen Air
- Piedmont Airlines
- Pinnacle Airlines
- Polar Air Cargo
- Premium Executive Transport Services
- Presidential Airways
- Primaris Airlines
- PSA Airlines
- RegionsAir
- Republic Airlines
- Ryan International Airlines
- Salmon Air
- Scenic Airlines
- Shuttle America
- Sierra Pacific Airlines
- Skagway Air Service
- Skybus Airlines
- Sky King
- SkyValue
- Skyway Airlines
- Skyway Enterprises
- SkyWest
- Southern Air
- Southwest Airlines
- Spirit Airlines
- Sportsflight Airways
- Sun Country Airlines
- Sundance Air
- Sunship1 Airlines
- Superior Aviation
- Swift Air
- Ted
- Tradewinds Airlines
- TradeWinds Cargo
- Transatlantic International Airlines

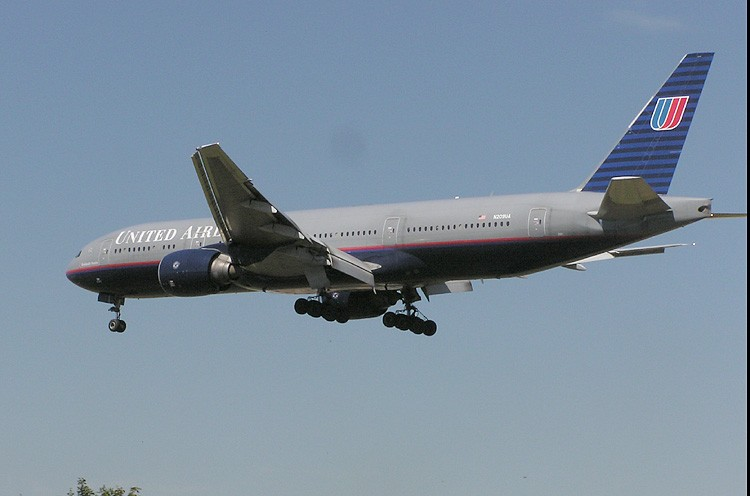
United Airlines Boeing 777

- Trans-Florida Airlines
- Trans States Airlines

- United Airlines
- United Parcel Service
- USA 3000 Airlines
- US Airways
- USA Jet Airlines
- US Helicopter
- Victory Air Transport
- Virgin America
- Vision Airlines
- Wagner Airways
- West Air
- Western Express Air
- Wiggins Airways
- Wings of Alaska
- World Airways
- World Jet

### Các nước khác
Canada
- Air Canada
- Air Canada Jazz
- Air Canada Jetz
- Air Creebec
- Air Georgian
- Air Inuit
- Air Labrador
- Air Mikisew
- Air North
- Air Nunavut
- Air Saguenay
- Air Satellite
- Air Southwest
- Airspeed Aviation
- Air Tindi
- Air Transat
- Aklak Air
- Alberta Citylink
- Alkan Air
- Alta Flights
- Bar XH Air
- Baxter Aviation
- Bearskin Airlines
- Brock Air Services
- Buffalo Airways
- Calm Air
- Canadian Metro Airlines
- Canadian North
- CanJet
- Cargojet Airways
- Central Mountain Air
- CHC Helicopter
- Corporate Express
- Cougar Helicopters
- Craig Air
- First Air
- Globemaster Air Cargo
- Harbour Air
- Harmony Airways
- Hawkair
- HeliJet
- Innu Mikun Airlines
- Integra Air
- KD Air
- Keewatin Air
- Kelowna Flightcraft
- Kenn Borek Air
- Keystone Air Service
- Kivalliq Air
- Knighthawk Air Express
- Lakeland Aviation
- Maritime Air Charter
- Morningstar Air Express
- NAC Air
- Nolinor Aviation
- North Cariboo Air
- Northwestern Air
- North-Wright Airways
- Northern Thunderbird Air (NT Air)
- Pacific Coastal Airlines
- Peace Air
- Perimeter Aviation
- Porter Airlines
- Prince Edward Air
- Pronto Airways
- Provincial Airlines
- Regional One
- SkyLink Aviation
- Skylink Aviation
- Skyservice
- Skyxpress Airline
- Summit Air
- Sunwest Aviation
- Sunwing Airlines
- Thunder Airlines
- Tofino Air
- Trans Capital Air
- Transwest Air
- Universal Helicopters
- Vancouver Island Air
- Voyageur Airways
- Wasaya Airways
- West Coast Air
- Westex Airlines
- WestJet
- West Wind Aviation
- White River Air
- Zoom Airlines

Brasil
- Abaeté Linhas Aéreas
- ABSA - Aerolinhas Brasileiras
- Air Minas
- América Air Linhas Aéreas
- ATA Brasil
- BETA Cargo
- BRA Transportes Aéreos
- Cruiser Linhas Aereas
- Fly Linhas Aereas
- Gensa
- Gol Transportes Aéreos
- Itapemirim Transportes Aereos
- JetSul
- META - Mesquita Transportes Aereos
- NHT Linhas Aéreas
- Nordeste Linhas Aereas Regionais
- OceanAir
- Pantanal Linhas Aereas
- Passaredo Transportes Aereos
- PENTA - Pena Transportes Aereos
- Promodal Transportes Aereos
- Puma Air
- Rico Linhas Aereas
- Rio Sul Serviços Aéreos Regionais
- Skymaster Airlines
- TAF Linhas Aereas
- TAM Linhas Aéreas
- Tavaj Linhas Aereas

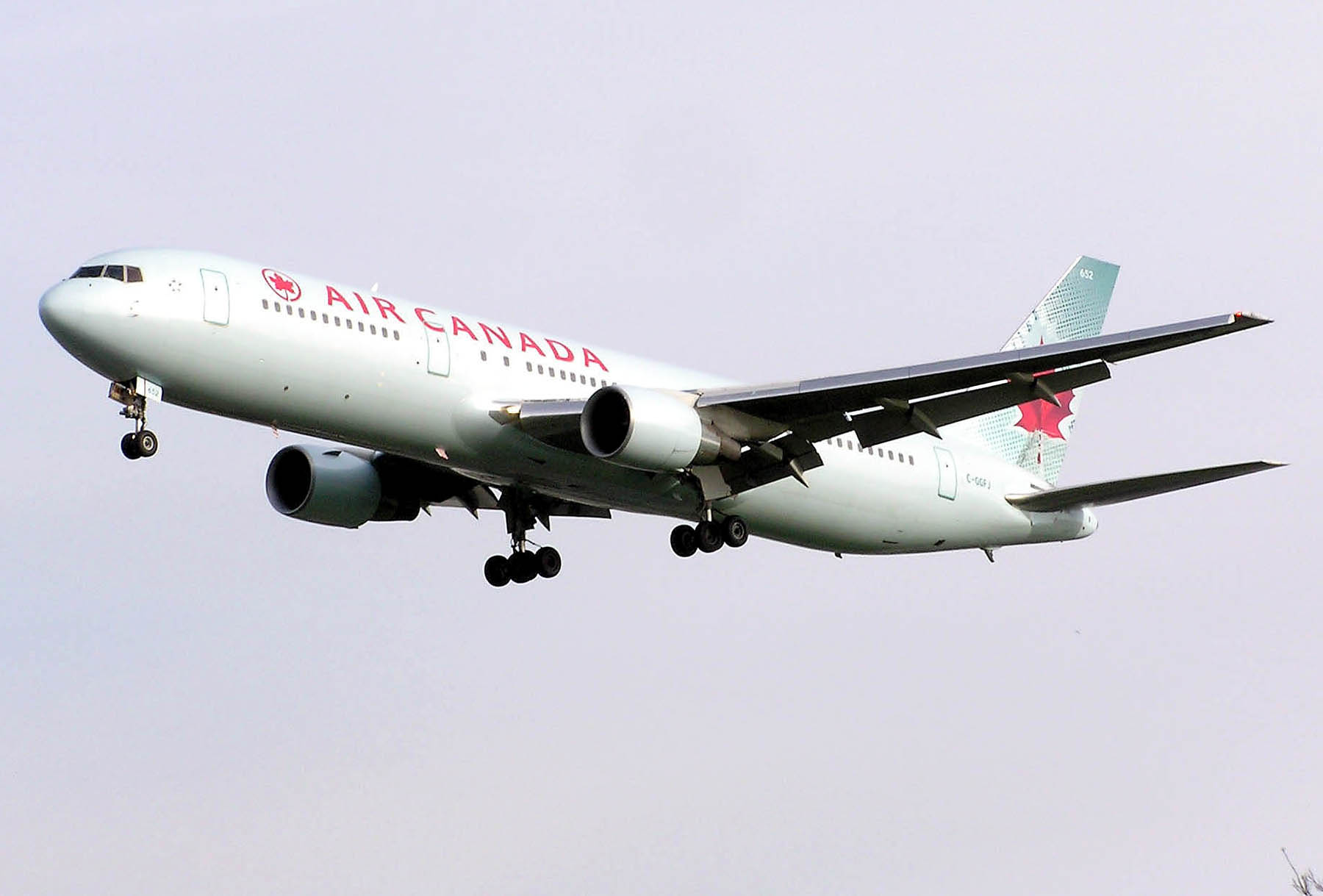
Air Canada

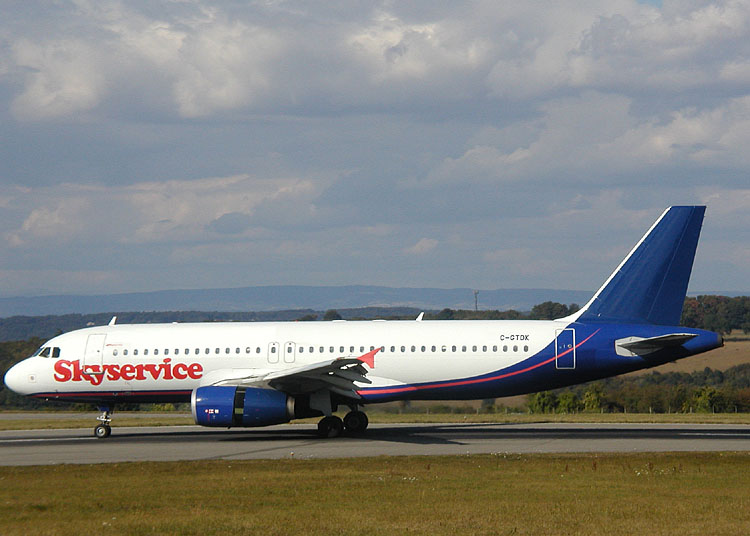
Skyservice Airlines

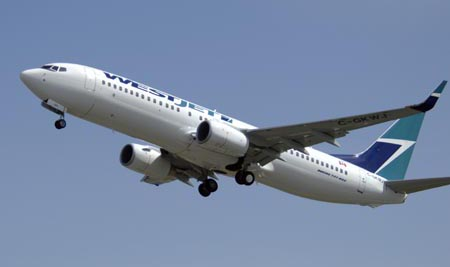
WestJet Boeing 737-800

- TEAM - Transportes Especiais Aereos e Malotes
- Total Linhas Aereas
- Transportes Charter do Brasil
- TRIP Linhas Aereas
- Varig
- Varig Logística
- WebJet Linhas Aéreas

México
- Aero California
- Aero Cuahonte
- Aerodavinci
- Aerolitoral
- Aeromar
- AeroMexico
- Aeromexpress
- Aeropostal Cargo de Mexico
- Aerounion - Aerotransporte de Carga Union
- Aladia
- Alma - Aerolineas Mesoamericanas
- Aviacsa
- Avioquintana
- Avolar
- Click Mexicana
- Estafeta Carga Aerea
- Global Air
- Interjet
- Líneas Aéreas Azteca
- Magnicharters
- MasAir
- Mexicana de Aviación
- Nova Air
- Republicair
- Ryanmex
- Servicios Aeronauticos de Oriente
- Viva Aerobus
- Volaris
- Westair de Mexico

Saint-Pierre and Miquelon
- Air Saint-Pierre

Argentina
- Aerolíneas Argentinas
- Aero VIP
- Andes Lineas Aereas
- Austral Lineas Aereas
- Baires Fly
- CATA Línea Aérea
- Flying America
- LADE - Lineas Aereas Del Estado
- LAN Airlines
- Lineas Aereas Federales
- Servicios de Transportes Aéreos Fueguinos
- Sol Líneas Aéreas

Bolivia
- Aerosur
- Lloyd Aereo Boliviano
- Northeast Bolivian Airlines
- TAM - Transporte Aereo Militar

Chile
- Aerocardal
- AeroEjecutiva
- Aerolíneas del Sur
- Aerovias DAP
- Alpine Air Express Chile
- LAN Airlines
- LAN Express
- LAN Airlines Cargo
- Sky Airline

Colombia
- AerOasis
- Aerolínea de Antioquia
- AeroRepública
- AeroSucre
- AeroSur
- Aexpa
- AIRES
- APSA Colombia
- Avianca
- Avianca Cargo
- Cargo Express
- Central Charter de Colombia
- Colombian Air Cargo
- Cosmo Air Cargo
- Heliandes
- Helicargo
- Helicol
- Líneas Aéreas Suramericanas
- SADELCA
- SAM Colombia
- SARPA
- SATENA
- Searca
- TAC Colombia
- Tampa Cargo
- Vertical de Aviación

Ecuador
- Aerogal
- DHL Ecuador
- Icaro Air
- LAN Airlines
- SAEREO
- TAME
- VIP Ecuador

French Guiana
- Air Guyane

Falkland Islands

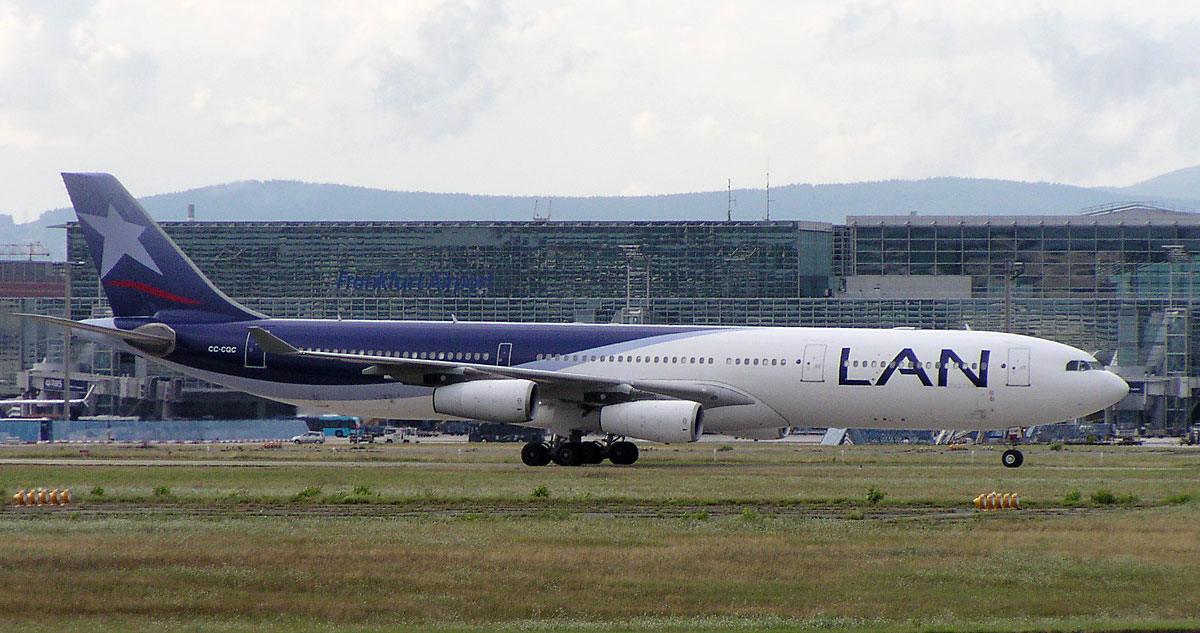
LAN Airlines's Airbus A340 in Frankfurt, Đức

- Falkland Islands Government Air Service (FIGAS)

Guyana
- Trans Guyana Airways

Paraguay
- ARPA - Aerolineas Paraguayas
- TAM Mercosur

Peru
- Aero Condor Peru
- AviaSelva
- Cielos del Peru
- LAN Airlines
- LC Busre
- Star Perú
- TACA Peru

Surinam
- Blue Wing Airlines
- Surinam Airways
- Kuyake Aviation

Uruguay
- Aeromas
- Air Class Lineas Aereas
- Pluna

Venezuela
- Aero Ejecutivos
- Aeropostal Alas de Venezuela
- Aserca Airlines
- Avensa
- Avior Airlines
- Conviasa
- LAI - Linea Aerea IAACA
- LASER
- Linea Turistica Aerotuy
- RAVSA Airlines
- Rutaca
- Santa Barbara Airlines
- Servivensa
- Sol America
- Sundance Air Venezuela
- Transcarga
- Venezolana
- Vensecar Internacional

## Châu Phi

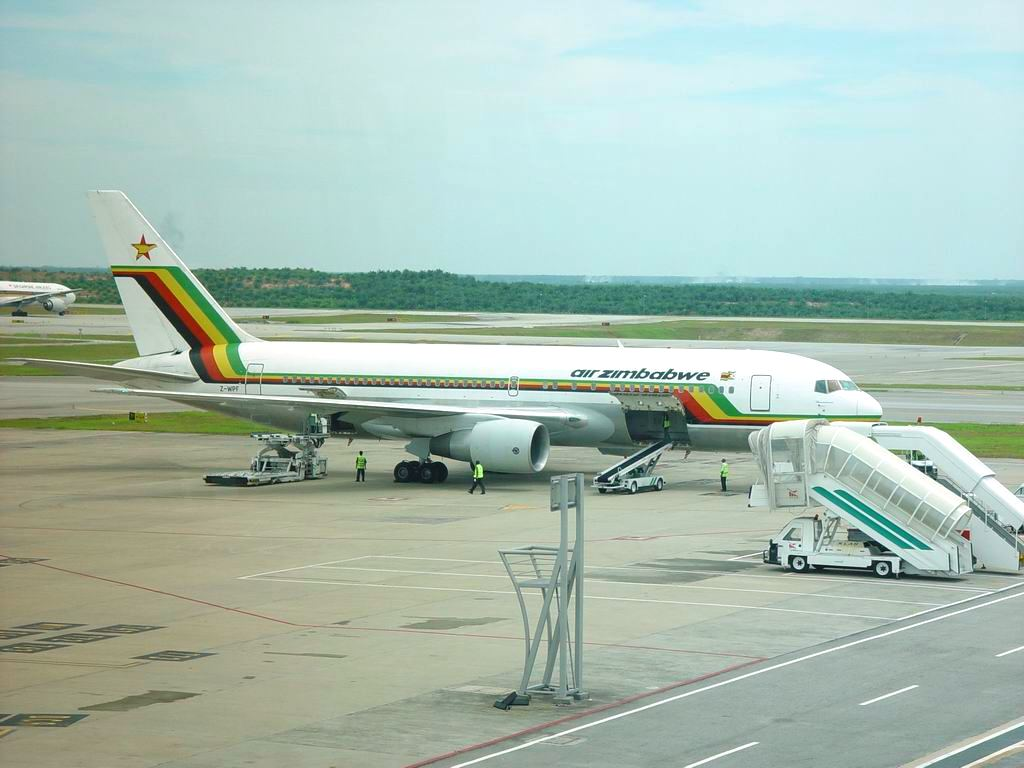
Air Zimbabwe 767-2NO(ER) Z-WPF.

1. Algérie

- Air Algerie
- Air Express Algeria
- Air Mahgreb
- Atar Aviation
- Rym Airlines
- Star Aviation
- Tassili Airlines

1. Angola

- Aeronautica
- Aero Tropical
- Air 26
- Air Gemini
- Alada
- Angola Air Charter
- Diexim Expresso
- Planar
- SAL (Sociedada de Aviacao Ligeira)
- Sonair
- TAAG
- Transafrik International

1. Bénin

- Aero Benin
- Afrique Airlines
- Benin Airlines
- Benin Golf Air
- Trans Air Benin
- Zircon Airways Benin

1. Botswana

- Air Botswana
- Air Charter Botswana
- Mack Air
- Moremi Air Services
- National Airways Corp
- Northern Air
- Sefofane Air Charters

1. Burkina Faso

- Air Burkina
- Burkina Airlines
- Celestair
- Faso Airways
- Naganagani

1. Burundi

- Air Burundi
- City Connexion Airlines

1. Cameroon

- Axis Lines International
- National Airways Cameroon

1. Cape Verde

- Inter Islands Airlines
- Halcyon Air
- TACV

1. Tchad

- Air Afrique Horizon
- Toumai Air Chad

1. Comoros

- Air Comores International
- Comores Air Services
- Comores Aviation
- Complex Airways

1. Congo, Democratic Republic of

- Air Kasai
- Air Tropiques
- Bravo Air Congo
- Business Aviation
- Compagnie Africaine d'Aviation
- Flight Express
- Hewa Bora Airways
- Kivu Air
- Malila Airlift
- MIBA Aviation
- Trans Service Airlift
- Waltair
- Wetrafa Airlift
- Wimbi Dira Airways

1. Congo, Republic of

- Aero-Service
- Linacongo
- Trans Air Congo
- Sean Cook Airways

1. Côte d'Ivoire

- Air Ivoire
- Ivoirienne de Transport Aerien (ITA)

1. Djibouti

- Daallo Airlines
- Djibouti Airlines
- Silver Air

1. Ai Cập

- AMC Airlines
- Air Cairo
- Air Memphis
- Air Sinai
- EgyptAir
- Lotus Air
- Luxor Air
- Midwest Airlines
- Petroleum Air Services
- Tristar Air

1. Guinea Xích Đạo

- Aerolineas de Guinea Ecuatorial
- Air Guinea Cargo
- Avirex Guinee Equatoriale
- Ecuato Guineana
- Equatair
- Guinee Ecuatorial Airlines

1. Eritrea

- Eritrean Airlines

1. Estonia

- Aero Airlines
- Airest
- Air Livonia
- Avies
- Enimex
- Estonian Air

1. Eswatini

- Aero Africa
- Eswatini Airlink
- Royal Swazi National Airways
- Swazi Express Airways

1. Ethiopia

- Ethiopian Airlines

1. Gabon

- Air Affaires Gabon
- Air Excellence
- Air Gabon International
- Air Max-Gabon
- Air Service Gabon
- Avirex Gabon
- DAS Air Cargo
- National Airways Gabon

1. Gambia, The

- Afrinat International Airlines
- Gambia International Airlines
- Slok Air Gambia
- Mahfooz Aviation Gambia

1. Ghana

- Aerogem Cargo
- Antrak Ghana
- CTK - CiTylinK
- Ghana Airways
- Ghana International Airlines
- Johnsons Air
- MK Airlines

1. Guinée

- Air Guinee
- Air Guinee Express
- Guinee Airlines
- Guinee Air Service

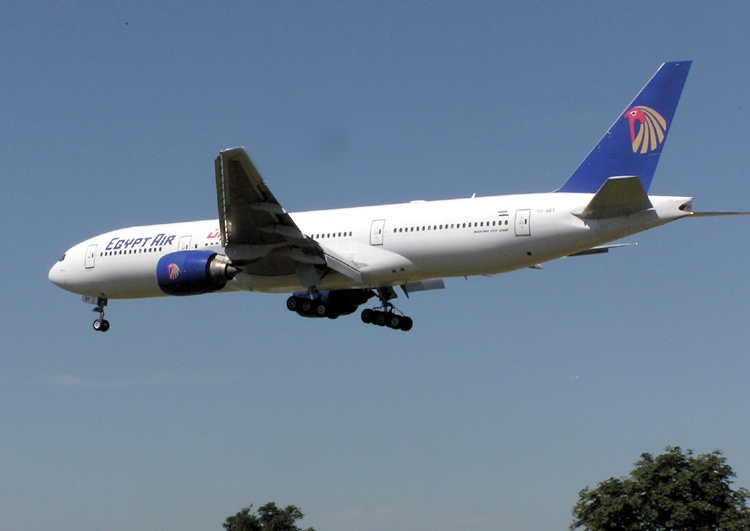
EgyptAir Boeing 777

- Union des Transports Aériens de Guinée

1. Guinea-Bissau

- Astravia - Bissau Air Transports
- Guine Bissau Airlines
- Halcyon Air/Bissau Airways
- Transports Aeriens de La Guinee-Bissau

1. Ivory Coast

See the section mang tên "Côte d'Ivoire" above

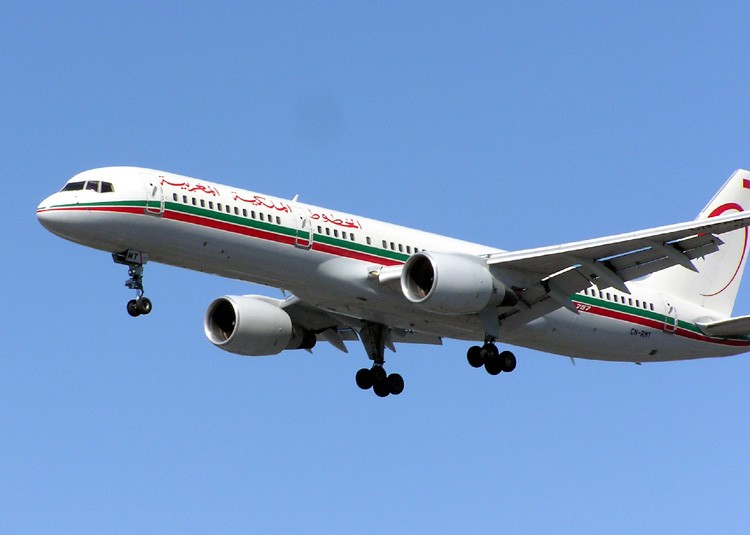
Royal Air Maroc Boeing 757

1. Kenya

- 748 Air Services
- Aero Kenya
- African Express Airways
- African Safari Airways
- Airkenya
- Astral Aviation
- Blue Bird Aviation
- Fly540
- Kenya Airways
- Skyline Aviation

1. Liberia

- Air Cess
- Air Liberia
- Bridge Airlines
- Liberia Airways
- LoneStar Airways
- Satgur Air Transport

1. Libya

- Afriqiyah Airways
- Air Libya Tibesti
- Air One Nine
- Buraq Air
- Libyan Arab Air Cargo
- Libyan Arab Airlines
- Tobruk Air

1. Madagascar

- Air Madagascar
- Tiko Air

1. Malawi

- Air Malawi

1. Mali

- Air Mali International
- Compagnie Aerienne du Mali
- Mali Airways
- Trans African Airlines

1. Mauritanie

- Air Mauritanie
- Al Rida Airways
- Chinguetti Airlines

1. Mauritius

- Air Mauritius

1. Maroc

- Air Atlas Express
- Atlas Blue
- Jet4you
- Mondair
- Regional Air Lines
- Royal Air Maroc

1. Mozambique

- Air Corridor
- LAM - Linhas Aéreas de Moçambique
- Moçambique Expresso
- Transairways

1. Namibia

- Aerolift
- Air Namibia
- Kalahari Express Airlines

1. Niger

- Air Niger

1. Nigeria

- ADC Airlines
- Aero Contractors
- Afrijet Airlines
- Albarka Air
- Al-Dawood Air
- Arik Air
- Associated Aviation
- Bellview Airlines
- Capital Airlines
- Chanchangi Airlines
- Chrome Air Service
- Dasab Airlines
- Dornier Aviation Nigeria
- Earth Airlines
- EAS Airlines
- Easy Link Aviation
- Freedom Air Services
- Fresh Air
- IRS Airlines
- Kabo Air
- Overland Airways
- Pan African Airlines
- Premium Air Shuttle
- Savanah Airlines
- Skyline
- Skypower Express Airways
- Sosoliso Airlines
- Virgin Nigeria Airways

1. Réunion

- Air Austral

1. Rwanda

- Rwandair Express
- Silverback Cargo Freighters

1. São Tomé và Príncipe

- STP Airways

1. Sénégal

- Air Senegal International
- Atlantis Airlines
- Georgian Cargo Airlines Africa
- Sunu Air

1. Seychelles

- Air Seychelles
- Orion Air

1. Sierra Leone

- Afrik Air Links
- Air Leone
- Pan African Air Services
- Sierra National Airlines
- Sky Aviation

1. Somalia

- Air Somalia
- Daallo Airlines
- Inter-Somalia
- Jubba Airways

South Africa
- 1Time Airline
- African International Airways
- Airlink
- AirQuarius Aviation
- Civair
- Comair
- Egoli Air
- Executive Aerospace
- Interair South Africa
- Kulula.com
- Mango
- National Airways
- Nationwide Airlines
- Pelican Air Services
- Rossair
- Rovos Air
- Safair
- Solenta Aviation
- South African Airways
- South African Express
- Tramon Air
- Travelmax

1. Sudan

- Air West
- Azza Transport
- Badr Airlines
- Bentiu Air Transport
- Blue Bird Aviation
- Helilift
- Juba Air Cargo
- Marsland Aviation
- Mid Airlines
- Sasco Airlines
- Sonata Air Cargo
- States Air
- Sudan Airways
- Trans Arabian Air Transport
- Trans Attico
- United Arabian Airlines

1. Tanzania

- Air Express
- Air Tanzania
- Coastal Aviation
- Eagle Air
- Kilwa Air
- Precision Air
- Regional Air Services

1. Togo

- Africa West Airlines
- Transtel Togo

1. Tunisia

- Karthago Airlines
- Nouvelair Tunisia
- Tuninter
- Tunisair
- Tunisavia

1. Uganda

- DAS Air Cargo
- Eagle Aviation
- East African Airlines
- Pearl Air Services
- Take Air
- United Airlines
- Victoria International Airlines

1. Zambia

- Airlink Zambia
- Airwaves Airlink
- Eastern Air
- Nationwide Airlines
- Zambian Airways

1. Zimbabwe

- Air Zambezi
- Air Zimbabwe
- Airlink Zimbabwe
- Avient Aviation
- Mid Airlines
- Zimbabwe Airlink

## ÚcvàThái Bình Dương

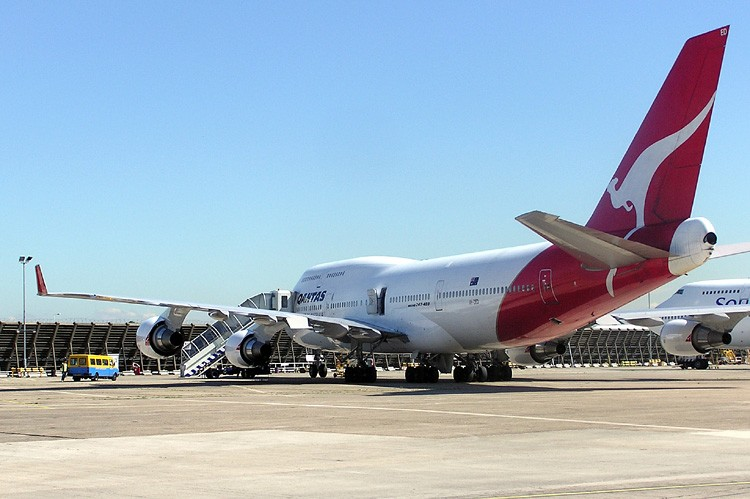
Qantas Boeing 747

Úc
- Aeropelican Air Services
- Aero-Tropics Air Services
- Aircruising Australia
- Airlines of Tasmania
- Air Link
- Airnorth
- Air Whitsunday
- Alliance Airlines
- Ansett Regional Airlines
- Asian Express Airlines
- Aus-Air
- Australian Air Express
- Ausie-Bird
- Backpackers Express
- Brindabella Airlines
- Eastern Australia Airlines
- Eastland Air
- Heavylift Cargo Airlines
- Inland Pacific Air
- Jetcraft Aviation
- Jetstar Airways
- LeisureJet
- Macair Airlines
- Maroomba Airlines
- National Jet Systems
- Network Aviation
- Northwest Regional Airlines
- O'Connor Airlines
- OzJet
- Pacific Air Express
- Pearl Aviation
- Pel-Air
- Qantas
- QantasLink
- Queensland Regional Airlines
- Rex (Regional Express Airlines)
- Regional Pacific Airlines
- RMA Gold Airways
- Rossair
- Skippers Aviation
- Sky Air World
- Skytrans Airlines
- Skywest
- Sunshine Express Airlines
- Sunstate Airlines
- Tasair
- Virgin Blue

New Zealand
- Air2there
- Air Chathams
- Air Freight NZ
- Air National
- Air Nelson
- Air New Zealand
- Air Post
- Airwork
- Aspiring Air
- Capital Air
- Eagle Airways
- Freedom Air
- Great Barrier Airlines
- HeliNorth
- Island Air Charters
- JetConnect
- JumpJet
- Mountain Air
- Mount Cook Airline
- Pacific Blue
- Sounds Air
- Stewart Island Flights
- Vincent Aviation

Cook Islands
- Air Rarotonga

American Samoa
- Inter Island Airways

Fiji
- Air Fiji
- Air Katafanga
- Air Pacific
- Pacific Island Air

Polynésie thuộc Pháp
- Air Moorea
- Air Tahiti
- Air Tahiti Nui
- Wan Air

Guam
- Asia Pacific Airlines
- Continental Micronesia
- Freedom Air

Kiribati
- Air Kiribati

Quần đảo Marshall
- Air Marshall Islands

Nauru
- Our Airline

New Caledonia
- Air Caledonie
- Aircalin

Palau
- Palau Trans Pacific

Papua New Guinea
- Airlines of Papua New Guinea
- Airlink
- Air Niugini
- Asia Pacific Airline
- Islands Nationair
- Regional Air
- TNT Air Cargo

Samoa
- Polynesian Airlines
- Polynesian Blue

Quần đảo Solomon
- Solomon Airlines

Tonga
- Airlines Tonga
- Air Waves of Vava'u
- Peau Vava'u

Vanuatu
- Air Vanuatu
- Vanair

## Vùng Caribbean&Trung Mỹ
Anguilla
- Trans Anguilla Air

Antigua và Barbuda
- Carib Aviation
- Caribbean Helicopters
- Caribbean Star Airlines
- Leeward Islands Air Transport

Aruba
- Air Aruba
- ArubaExel
- Royal Aruban Airlines
- Tiara Air

Bahamas
- Abaco Air
- Air Charter Bahamas
- Bahamasair
- Cherokee Air
- Flamingo Air
- Golden Wings Charters
- Island Helicopters
- Safari Seaplanes
- Sky Unlimited
- Southern Air Charter
- Stella Maris Aviation
- Take Flight Charters
- Twin Air
- Western Air

Barbados
- Trans Island Air 2000

Belize
- Maya Airways
- Maya Island Air
- Tropic Air

British Virgin Islands
- Aero Gorda
- Clair Aero
- Fly BVI
- Island Birds

Cayman Islands
- Cayman Airways
- Islandair

Costa Rica
- Air Charter Service
- Aviones Taxi Aereo
- Lacsa
- Nature Air
- Paradise Air
- SANSA
- Taxi Aereo Centroamericano

Cuba
- Aero Caribbean
- Aerogaviota
- Aerotaxi
- Aerovaradero
- Cubana de Aviación

Cộng hòa Dominica
- Aero Continente Dominicana
- Aeronaves Dominicanas
- Air Century
- Air Santo Domingo
- Caribair
- Dominair
- LAN Dominicana
- Servicios Aereos Profesionales

El Salvador
- TACA

Guadeloupe
- Air Antilles Express
- Air Caraïbes
- Air Saint Martin
- St Barth Commuter

Guatemala
- Aviones Comerciales de Guatemala (Avcom)

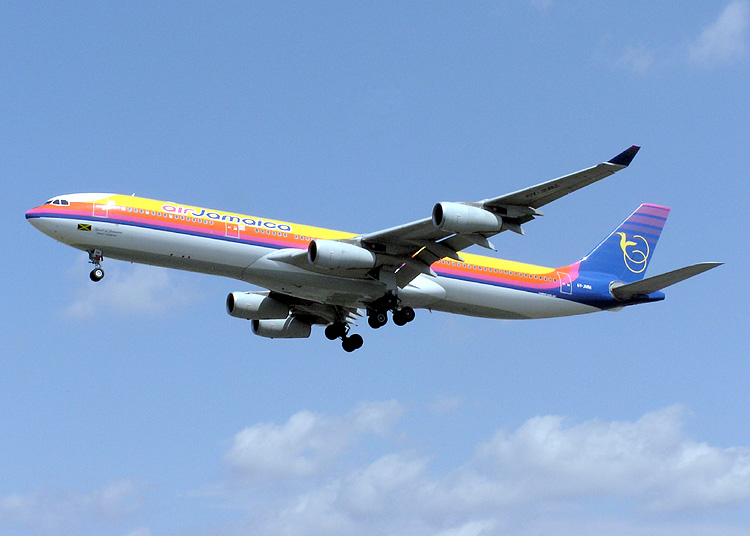
Air Jamaica A340

- DHL De Guatemala
- Helicopteros de Guatemala
- Mayan World Airlines
- TACA

Haiti
- Air D'Ayiti
- Perle Airways
- Tortug Air
- Samaritan Tree's Air

Honduras
- Aerolineas Sosa
- Atlantic Airlines de Honduras
- Islena Airlines
- TACA

Jamaica
- Air Jamaica
- Air Jamaica Express
- International AirLink
- TimAir

Montserrat
- Air Montserrat

Netherlands Antilles
- Divi Divi Air
- Dutch Antilles Express
- E-Liner Airways
- Insel Air
- TransCaribbean Airways
- Winair (Windward Islands Airways)
- Windward Express

Nicaragua
- Atlantic Airlines
- La Costena

Panama
- Aeroperlas
- Air Services Cargo
- Copa Airlines
- DHL Aero Expreso
- Panavia
- Air Panama

Puerto Rico
- Aeromed
- Air America Inc
- Air Culebra
- Air Flamenco
- Borinquen Air
- Caribbean Helicorp
- Caribbean Sun Airlines
- Caribex Aviation
- Charter Flights Caribbean
- Executive Air
- Four Star Aviation
- Isla Nena Air
- Jet Center
- M&N Aviation
- Pro-Air Services
- Puerto Rico Air Mgt Services
- Roblex Aviation
- San Juan Aviation
- SkyWest Airlines
- Tol-Air Services
- Vieques Air Link

Saint Vincent và Grenadines
- Mustique Airways
- SVG Air

Trinidad và Tobago
- Caribbean Airlines
- Tobago Express

Turks and Caicos Islands
- Air Turks and Caicos
- Global Airways
- SkyKing Turks and Caicos Airways

United States Virgin Islands
- Air St. Thomas
- Four Star Aviation
- Seaborne Airlines